# 以人名命名的矿物列表
这个列表将收录以人物名字来命名的矿物。

## A
- 卟啉镍石（Abelsonite）：美国物理学家菲利普·豪格·阿贝尔森（Phillip Hauge Abelson）
- 钾砷铀云母（Abernathyite）：美国业余矿物学家杰西·埃夫雷特·阿伯内西（Jesse Evrett Abernathy）
- Abramovite：俄罗斯矿物学家德米特里·弗拉基米罗维奇·阿布拉莫夫（Dmitriy Vadimovich Abramov）
- 硅锰铜石（Abswurmbachite）：德国矿物学家伊姆加德·阿布斯-武尔姆巴赫（Irmgard Abs-Wurmbach）
- 硒铁矿（Achávalite）：国立科尔多瓦大学教授路易斯·阿查瓦尔（Luis Achával）
- 羟砷锌石（Adamite）：法国矿物学家吉尔贝·约瑟夫·亚当（Gilbert Joseph Adam）
- 水碳钠钇石（Adamsite-(Y)）：加拿大地质学家弗兰克·道森·亚当斯（Frank Dawson Adams）
- 柱硅钙石（Afwillite）：戴比尔斯的前任官员阿尔菲奥斯·富勒·威廉姆斯（Alpheus Fuller Williams）
- Agardite系列：法国地质学家朱尔斯·阿加德（Jules Agard）
  - 砷铈铜石（Agardite-(Ce)）、砷镧铜石（Agardite-(La)）、砷钕铜石（Agardite-(Nd)）、砷钇铜石（Agardite-(Y)）
- 氟硅钙钠石（Agrellite）：英国光学矿物学家斯图尔特·奥洛夫·阿格雷尔（Stuart Olof Agrell）
- 阿碳钾铀矿（Agricolaite）：德国学者格奥尔格·阿格里科拉（Georgius Agricola）
- 钾钙锶铀矿（Agrinierite）：法国原子能委员会矿物学实验室工程师亨利·阿格里尼尔（Henri Agrinier）
- 辉硒银矿（Aguilarite）：位于墨西哥的圣卡洛斯矿的主管庞西亚诺·阿吉拉尔（Ponciano Aguilar）
- 阿铁绿松石（Aheylite）：美国地质学家艾伦·V·海尔（Allen V. Heyl）
- 水硒镍石（Ahlfeldite）：德国工程师和地质学家弗里德里希·阿尔菲尔德（Friedrich Ahlfeld）
- 针硫铋铅矿（Aikinite）：英国化学家亚瑟·艾金（Arthur Aikin）
- 硅铁镁石（Akimotoite）：日本地球物理学家秋本俊一（日语：秋本俊一）（Akimoto Shun'ichi）
- 水碳镁钙铀矿（Albrechtschraufite）：奥地利矿物学家阿尔布雷希特·施劳夫（Albrecht Schrauf）
- 阿磷镁铝石（Aldermanite）：阿德莱德大学地质学和矿物学教授阿瑟·理查德·奥尔德曼（Arthur Richard Alderman）
- 变石（Alexandrite）：俄国沙皇亚历山大二世（Alexander II of Russia）
- 氯磷钡石（Alforsite）：美国地质学家约翰·T·阿尔福斯（John T. Alfors）
- 滑间皂石（Aliettite）：摩德纳大学（英语：University of Modena and Reggio Emilia）教授安德里亚·阿利蒂（Andrea Alietti）
- Allabogdanite：俄罗斯科学院科拉科学中心（俄语：Кольский научный центр РАН）地质研究所成员阿拉·尼古拉耶夫娜·博格丹诺娃（Alla Nikolaevna Bogdanova）
- 褐帘石（Allanite）：苏格兰矿物学家托马斯·艾伦（英语：Thomas Allan (mineralogist)）（Thomas Allan）
  - 铈褐帘石（Allanite-(Ce)）、钇褐帘石（Allanite-(Y)）
- 水羟磷铁石（Allanpringite）：澳大利亚矿物学家艾伦·普林（Allan Pring）
- Alloriite：意大利矿物学家罗伯托·阿洛里（Roberto Allori）
- Almeidaite（葡萄牙语：Almeidaite）：巴西地质学家费尔南多·弗拉维奥·马克思·德阿尔梅达（Fernando Flávio Marques de Almeida）
- 七水镁胆矾（Alpersite）：美国地质调查局地球化学家查尔斯·N·阿尔珀斯（Charles N. Alpers）
- 羟磷镁石（Althausite）：卡尔斯鲁厄理工学院矿物学家埃贡·阿尔陶斯（Egon Althaus）
- 阿硼钠石（Ameghinite）：阿根廷地质学家卡洛斯·阿米希诺（Carlos Ameghino）和弗洛伦蒂诺·阿米希诺（Florentino Ameghino）兄弟
- 镁铝蛇纹石（Amesite）：切斯特金刚砂矿的部分所有者詹姆斯·泰勒·艾姆斯（James Tyler Ames）
- 斜碱沸石（Amicite）：意大利天文学家、显微镜学家和植物学家乔瓦尼·巴蒂斯塔·阿米奇（Giovanni Battista Amici）
- 铍黄长石（Aminoffite）：瑞典矿物学家格雷戈里·阿米诺夫（Gregori Aminoff）
- 钡铁脆云母（Anandite）：泰米尔裔斯里兰卡玄学家阿南达·库马拉斯瓦米（Ananda Coomaraswamy）
- 碳钠钙铀矿（Andersonite）：美国地质调查局成员查尔斯·阿尔弗雷德·安德森（Charles Alfred Anderson）
- 硫锑铅银矿（Andorite）：匈牙利矿物学家谢姆西·安多尔（Semsey Andor）
  - 夸硫锑银铅矿（Quatrandorite）
- 钙铁榴石（Andradite）：巴西政治家、博物学家、教授兼诗人何塞·博尼法西奥·德安德拉达和西尔瓦（José Bonifácio de Andrade e Silva）
- 硅钡铁石（Andrémeyerite）：比利时地质学家安德烈·马里·迈耶（André Marie Meyer）
- 水砷钾镉铜石（Andyrobertsite）：加拿大矿物学家安德鲁·克利福德·罗伯茨（Andrew (Andy) Clifford Roberts）
  - 水砷钾钙铜石（Calcioandyrobertsite）
- 脆砷铁矿（Angelellite）：阿根廷矿物学家维多里奥·安吉莱利（Victorio Angelelli）
- 铁白云石（Ankerite）：奥地利矿物学家马蒂亚斯·约瑟夫·安克（Matthias Joseph Anker）
- 水钨铝矿（Anthoinite）：比利时采矿工程师雷蒙·安托万（Raymond Anthoine）
- 水氯铜石（Anthonyite）：亚利桑那大学矿物学教授约翰·威廉姆斯·安东尼（John Williams Anthony）
- 锰铝矾（Apjohnite）：都柏林三一学院化学和矿物学教授詹姆斯·阿普约翰（James Apjohn）
- 四水钴矾（Aplowite）：加拿大地质学家阿尔伯特·彼得·洛（Albert Peter Low）
- 荒木石（Arakiite）：芝加哥大学教授荒木孝治（Araki Takaharu）
- 硫铋锑银矿（Aramayoite）：玻利维亚阿拉马约矿业公司董事总经理唐·费利克斯·阿维利诺·阿拉马约（Don Felix Avelino Aramayo）
- 磷钾石（Archerite）：澳大利亚古生物学家麦克·阿切尔（英语：Mike Archer (paleontologist)）（Mike Archer）
- Argandite：瑞士地质学家埃米尔·阿尔冈（Émile Argand）
- 钠钙闪石（Arfvedsonite）：瑞典化学家约翰·奥古斯特·阿韦德松（Johan August Arfwedson）
  - 镁亚铁钠闪石（Magnesio-arfvedsonite）、氟镁钠铁闪石（Magnesio-fluoro-arfvedsonite）、Potassic-magnesio-fluoro-arfvedsonite
- 硼钠镁石（Aristarainite）：阿根廷矿物学家洛伦佐·弗朗西斯科·阿里斯塔兰（Lorenzo Francisco Aristarain）
- 镁铁钛矿（Armalcolite）：美国宇航员尼尔·阿姆斯特朗（Neil Armstrong）、巴兹·奥尔德林（Buzz Aldrin）和迈克尔·科林斯（Michael Collins）的姓氏的首音节拼凑而成
- Armbrusterite：瑞士晶体学家兼伯尔尼大学教授托马斯·阿姆布鲁斯特（Thomas Armbruster）
- 水硅钙锆石（Armstrongite）：美国宇航员尼尔·阿姆斯特朗（Neil Armstrong）
- 磷碱铁石（西班牙语：Arrojadita）系列（Arrojadite）：巴西地质学家米格尔·阿罗哈多·里贝罗·利斯博阿（Miguel Arrojado Ribeiro Lisboa）
- 水砷铁铜石（Arthurite）：英国矿物学家第六代从男爵阿瑟·拉塞尔爵士（Sir Arthur Russell, 6th Baronet）和阿瑟·W·G·金斯伯里（Arthur W. G. Kingsbury）
- 水碳镁石（Artinite）：米兰大学矿物学教授埃托雷·阿尔蒂尼（Ettore Artini）
- 羟氟铝铅矿（Artroeite）：美国化学家阿瑟·罗伊（Arthur Roe）
- 磷铝汞石（Artsmithite）：美国石油地质学家小阿瑟·E·史密斯（Arthur E. Smith, Jr.）
- 水磷镍石（Arupite）：丹麦腐蚀中心主任汉斯·亨宁·阿鲁普（Hans Henning Arup）
- 硅碱钙钇石（Ashcroftine-(Y)）：英国摄影师和矿物学家弗雷德里克·诺埃尔·阿什克罗夫特（Frederick Noel Ashcroft）
- 砷铋铅铀矿（Asselbornite）：法国外科医生和矿物收藏家埃里克·阿瑟伯恩（Éric Asselborn）
- 水磷铁铍镁石（Atencioite）：圣保罗大学地球科学研究所矿物学教授丹尼尔·阿腾西奥（Daniel Atencio）
- 阿特拉索石（Atlasovite）：俄罗斯探险家弗拉基米尔·瓦西里耶维奇·阿特拉索夫（Vladimir Vasilievich Atlasov）
- 水氯铝铜矾（Aubertite）：法国地球物理学家J·奥贝尔（J. Aubert）
- 砷锌钙石（Austinite）：斯坦福大学矿物学家奥斯汀·弗林特·罗杰斯（Austin Flint Rogers）
  - 砷钴钙石（Cobaltaustinite）
- 氯氧钒铜矿（Averievite）：俄罗斯火山学家瓦列里·维克托罗维奇·阿韦里耶夫（Valerii Viktorovich Averiev）
- 褐铊矿（Avicennite）：波斯学者和医生阿维森纳（Avicenna），即伊本·西那（Ibn Sina）
- 氟硼钾石（Avogadrite）：意大利科学家阿梅代奥·阿伏伽德罗（Amadeo Avogadro）

## B
- 硅铁灰石（Babingtonite）：英国意识和矿物学家威廉·巴宾顿（英语：William Babington (physician)）（William Babington）
  - 硅锰灰石（Manganbabingtonite）、钪硅铁灰石（Scandiobabingtonite）
- 硫硒铋铅矿（Babkinite）：俄罗斯地质学家彼得·瓦西里耶维奇·巴布金（Petr Vasil'yevich Babkin）
- Backite：皇家安大略博物馆X射线技术员马尔科姆·E·贝克（Malcolm E. Back）
- 斜锆石（Baddeleyite）：英国地质学家约瑟夫·巴德利（Joseph Baddeley）
- 贝氏绿泥石（Baileychlore）：美国页硅酸盐专家斯特奇斯·威廉·贝利（Sturges William Bailey）
- 瓷硼钙石（Bakerite）：太平洋海岸硼砂公司（英语：Pacific Coast Borax Company）总裁理查德·查尔斯·贝克（英语：Richard C. Baker）（Richard Charles Baker）
- 水磷钠镁石（Bakhchisaraitsevite）：俄罗斯晶体学家亚历山大·尤里耶维奇·巴赫奇萨赖采夫（Alexander Yur'yevich Bakhchisaraytsev）
- 巴碲铜石（Balyakinite）：莫斯科大学地质学讲师塔季扬娜·斯捷潘诺夫娜·巴利亚金娜（Tatyana Stepanovna Balyakina）
- 氯硼铜矿（Bandylite）：美国地质学家马克·钱斯·班迪（Mark Chance Bandy）
- 碱钒石（Bannermanite）：美国地质学家哈罗德·麦科尔·班纳曼（Harold MacColl Bannerman）
- 班硅锰石（Bannisterite）：英国矿物学家和X射线晶体学家弗雷德里克·艾伦·班尼斯特（Frederick Allen Bannister）
- 硅钛锂钙石（Baratovite）：苏联岩石学家拉乌夫·巴拉托维奇·巴拉托夫（俄语：Баратов, Рауф Баратович）（Rauf Baratovich Baratov）
- 复铁天蓝石（Barbosalite）：巴西地质学家阿卢伊齐奥·利西尼奥·德米兰达·巴博萨（Aluízio Licínio de Miranda Barbosa）
- 氟碳铝钠石（Barentsite）：荷兰航海家威廉·巴伦支（Willem Barents）
- 巴水钒矿（Bariandite）：巴黎大学矿物学馆长皮埃尔·巴里安德（Pierre Bariand）
- 镁蓝铁矿（Barićite）：克罗地亚矿物学家柳德维特·巴里茨（Ljudevit Barić）
- 水钒钠石（Barnesite）：加拿大物理学家和晶体学家威廉·霍华德·巴恩斯（William Howard Barnes）
- 钠红沸石（Barrerite）：新西兰化学家理查德·马林·巴勒（Richard Maling Barrer）
- 冻蓝闪石（Barroisite）：法国地质学家夏尔·巴鲁瓦（Charles Barrois）
  - 铁冻蓝闪石（Ferro-barroisite）
- 氯碳铅石（Barstowite）：康沃尔矿物收藏家和经销商理查德·W·巴斯托（Richard W. Barstow）
- 铅铁锗矿（Bartelkeite）：德国矿物收藏家沃尔夫冈·巴特尔克（Wolfgang Bartelke）
- 巴硫铁钾矿（Bartonite）：美国地质学家保罗·布斯·巴顿（Paul Booth Barton）
- 烧石膏（Bassanite）：意大利古生物学家弗朗西斯科·巴萨尼（Francesco Bassani）
- 褐硫砷铅矿（Baumhauerite）：德国矿物学家海因里希·阿道夫·鲍姆豪尔（Heinrich Adolph Baumhauer）
  - 银褐硫砷铅矿（Argentobaumhauerite）
- 三斜辉锑银矿（Baumstarkite）：德国矿物学家曼弗雷德·鲍姆斯塔克（Manfred Baumstark）
- 拜三水铝石（Bayerite）：奥地利化学家卡尔·约瑟夫·拜尔（Carl Josef Bayer）
- 乳砷铅铜石（Bayldonite）：英国医师约翰·贝尔登（John Bayldon）
- 碳镁铀矿（Bayleyite）：美国矿物学家威廉·雪莉·贝利（William Shirley Bayley）
- 水碳镁钾石（Baylissite）：西澳大学化学教授诺埃尔·贝利斯（Noel Bayliss）
- 巴热诺夫石（Bazhenovite）：俄罗斯地球化学家阿尔弗雷德·格奥尔基耶维奇·巴热诺夫（Alfred Georgievich Bazhenov）
- 钪绿柱石（Bazzite）：意大利工程师亚历山德罗·尤金尼奥·巴齐（Alessandro Eugenio Bazzi）
- 贝磷铝钙石（Bearthite）：巴塞尔大学教授彼得·贝尔斯（Peter Bearth）
- 羟硫硅铜锌矿（Bechererite）：维也纳大学矿物学家卡尔·贝歇尔（Karl Becherer）
- 黄钙铀矿（Becquerelite）：放射性的发现者亨利·贝克勒尔（Henri Becquerel）
- 磷钙铁锰石（Bederite）：国立科尔多瓦大学矿物学教授罗伯托·贝德（Roberto Beder）
- 硼钽石（Béhierite）：法国矿物学家让·贝耶（Jean Béhier）
- 贝兰道尔夫矿（Belendorffite）：该矿物的发现者德国人克劳斯·贝伦多夫（Klaus Belendorff）
- 硅钡铌石（Belkovite）：俄罗斯矿物学家伊戈尔·弗拉基米罗维奇·别尔科夫（Igor Vladimirovich Belkov）
- 灰硒铜矿（Bellidoite）：秘鲁地质学家埃莱奥多罗·贝利多·布拉沃（Eleodoro Bellido Bravo）
- 水碘铜矿（Bellingerite）：智利冶金学家赫尔曼·卡尔·贝林格（Herman Carl Bellinger）
- 别洛依石（Belloite）：智利大学的创办者安德烈斯·贝略（Andrés Bello）
- Belovite系列：苏联地球化学家尼古拉·瓦西里耶维奇·别洛夫（英语：Nikolay Belov (geochemist)）（Nikolai Vasil'evich Belov）
  - 锶镧磷灰石（Belovite-(La)）、锶铈磷灰石（Belovite-(Ce)）
- 锆钛钙石（Belyankinite）：俄罗斯矿物学家德米特里·斯捷潘诺维奇·别良金（俄语：Белянкин, Дмитрий Степанович）（Dmitry Stepanovich Belyankin）
  - 铌钛锰石（Manganbelyankinite）
- 蜡硅锰矿（Bementite）：美国制造商和矿物收藏家克拉伦斯·斯威特·贝门特（Clarence Sweet Bement）
- 硫锰铅锑矿（Benavidesite）：秘鲁商人兼采矿工程师阿尔韦托·贝纳维德斯·德拉金塔纳（Alberto Benavides de la Quintana）
- 本硫铋银矿（Benjaminite）：美国化学家马库斯·本杰明（Marcus Benjamin）
- 硫碲锑银矿（Benleonardite）：美国地质学家本杰明·富兰克林·伦纳德（Benjamin Franklin Leonard）
- 菱碱土矿（Benstonite）：伊利诺伊大学冶金学家奥兰多·乔尔·本斯顿（Orlando Joel Benston）
- 水磷锰铁钛石（Benyacarite）：玛丽亚·安杰莉卡·罗德里格斯·德·本尼亚卡尔（Maria Angelica Rodríguez de Benyacar）
- 钙铬矾（Bentorite）：以色列地质学家雅科夫·本-托尔（Yaakov Ben-Tor）
- 钛钒矿（Berdesinskiite）：海德堡大学晶体学家瓦尔德马·贝尔德辛斯基（Waldemar Berdesinski）
- 钛锂大隅石（Berezanskite）：突厥斯坦-阿莱山脉偏远地区的地质图绘制者阿纳托利·弗拉基米罗维奇·别列赞斯基（Anatoliy Vladimirovich Berezanskiy）
- 块磷铝矿（Berlinite）：瑞典化学家尼尔斯·约翰·柏林（Nils Johan Berlin）
- 板磷锰矿（Bermanite）：哈佛大学矿物学教授哈里·伯曼（Harry Berman）
- 伯纳尔石（Bernalite）：爱尔兰科学家约翰·戴斯蒙德·伯纳尔（John Desmond Bernal）
- 贝硫砷铊矿（Bernardite）：捷克矿物学家扬·胡斯·伯纳德（Jan Hus Bernard）
- Berndtite：德国矿物学家弗里茨·伯恩特（Fritz Berndt）
  - 三方硫锡矿（Berndtite-2T）、六方硫锡矿（Berndtite-4H）
- 板硫铋铜铅矿（Berryite）：加拿大矿物学家伦纳德·加斯科因·贝里（Leonard Gascoigne Berry）
- 辉锑铁矿（Berthierite）：法国地质学家和采矿工程师皮埃尔·贝尔蒂埃（Pierre Berthier）
- 铁铝蛇纹石（Berthierine）：法国地质学家和采矿工程师皮埃尔·贝尔蒂埃（Pierre Berthier）
- 磷铝钙锂石（Bertossaite）：卢旺达地质调查局局长安东尼奥·贝尔托萨（Antonio Bertossa）
- 羟硅铍石（Bertrandite）：法国矿物学家埃米尔·伯特兰（Émile Bertrand）[1]
- 硒铜矿（Berzelianite）：瑞典化学家永斯·雅各布·贝采利乌斯（Jöns Jacob Berzelius）
- 黄砷榴石（Berzeliite）：瑞典化学家永斯·雅各布·贝采利乌斯（Jöns Jacob Berzelius）
  - 锰黄砷榴石（Manganberzeliite）
- 针硫铅铜矿（Betekhtinite）：苏联矿物学家阿纳托利·格奥尔基耶维奇·别捷赫京（俄语：Бетехтин, Анатолий Георгиевич）（Anatolii Georgievich Betekhtin）
- Bettertonite：黑斯尔米尔教育博物馆（英语：Haslemere Educational Museum）地质学家和矿物学家约翰·贝特顿（John Betterton）
- 砷酸明矾石（Beudantite）：弗朗索瓦·叙尔皮斯·伯当（François Sulpice Beudant）
  - 砷铅镓矾（Gallobeudantite）
- 磷铁锰矿（Beusite）：俄罗斯地球化学家阿列克谢·亚历山德罗维奇·别乌斯（俄语：Беус, Алексей Александрович）（Alexey Alexandrovich Beus）
- 碳钙铋矿（Beyerite）：德国采矿工程师阿道夫·拜尔（Adolph Beyer）
- 碲铜金矿（Bezsmertnovite）：俄罗斯矿物学家玛丽安娜·谢尔盖耶夫娜·别斯梅尔特娜娅（英语：Marianna Bezsmertnaya）（Marianna Sergeevna Bezsmertnaya）和弗拉基米尔·瓦西里耶维奇·别斯梅尔特内（Vladimir Vasilevich Bezsmertny）
- 六水锌矾（Bianchite）：意大利矿物学家安吉洛·比安奇（Angelo Bianchi）
- 氯银铅矿（Bideauxite）：美国矿物学家理查德·奥古斯特·比多（Richard August Bideaux）
- 钼砷锑矿（Biehlite）：明斯特大学大学教授弗里德里希·卡尔·比尔（Friedrich Karl Biehl）
- 羟碳钇铀矿（Bijvoetite-(Y)）：约翰内斯·马丁·拜富特（Johannes Martin Bijvoet）
- 碲铅铜金矿（Bilibinskite）：苏联地质学家尤里·亚历山德罗维奇·比利宾（Yuri Alexandrovich Bilibin）
- 黄钡铀矿（Billietite）：比利时晶体学家瓦莱尔·路易·比利埃（Valère Louis Billiet）
- 硫锑砷银矿（Billingsleyite）：美国地质学家保罗·比林斯利（Paul Billingsley）
- 水锑铅矿（Bindheimite）：德国化学家约翰·雅各布·宾德海姆（Johann Jacob Bindheim）
- 黑云母（Biotite）：法国物理学家尚-巴蒂斯特·必欧（Jean-Baptiste Biot）
- 水硫磷铜镉石（Birchite）：维多利亚国家博物馆矿物学和岩石学部馆长威廉·大卫·伯奇（William David Birch）
- 比硼钠石（Biringuccite）：意大利冶金学家万诺乔·比林古乔（Vannoccio Biringuccio）
- 水氯镁石（Bischofite）：德国地质学家卡尔·古斯塔夫·比绍夫（英语：Gustav Bischof）（Karl Gustav Bischof）
  - 水氯镍石（Nickelbischofite）
- 方铁锰矿（Bixbyite）：美国矿物学家梅纳德·比克斯比（Maynard Bixby）
- 磷铝锰钡石（Bjarebyite）：瑞典裔美国艺术家和著名矿物收藏家阿尔弗雷德·冈纳尔·比亚雷比（瑞典语：Gunnar Bjäreby）（Alfred Gunnar Bjareby）
- 巴纤碳铀矿（Blatonite）：鲁汶天主教大学晶体学家诺贝尔·布拉顿（Norbert Blaton）
- 贝硼锰石（Blatterite）：德国矿物收藏家弗里茨·布拉特（Fritz Blatter）
- 磷钙铋铜石（Bleasdaleite）：英国罗马天主教神父约翰·布莱斯代尔（John Bleasdale）
- 氯氧铅矿（Blixite）：瑞典国家自然历史博物馆的化学家拉格纳·布利克斯（Ragnar Blix）
- 白钠镁矾（Blödite）：德国化学家卡尔·奥古斯特·布勒德·布勒德（Karl August Blöde）
  - Cobaltoblödite、钠镍矾（Nickelblödite）
- Blossite：弗吉尼亚理工学院教授唐纳德·F·布洛斯（Donald F. Bloss）
- 磷钠锰高铁石（Bobfergusonite）：加拿大矿物学家罗伯特·布里·费格森（Robert Bury Ferguson）
- 白磷镁矿（Bobierrite）：法国农业化学家阿道夫·博比埃尔（Adolphe Bobierre）
- 三水钒矾（Bobjonesite）：罗伯特·琼斯（Robert (Bob) Jones）
- 软水铝石（Boehmite）：波西米亚德国化学家约翰·伯姆（Johann Böhm）
- 博干沸石（Boggsite）：美国矿物收藏家罗伯特·麦克斯韦·博格斯（Robert Maxwell Boggs）
- 硒铋银矿（Bohdanowiczite）：波兰地质学家卡罗尔·博赫达诺维奇（Karol Bohdanowicz）
- 钒铝铁石（Bokite）：苏联地质学家伊万·伊万诺维奇·博克（俄语：Бок, Иван Иванович）（Ivan Ivanovich Bok）
- 隐磷铝石（Bolivarite）：西班牙博物学家伊格纳西奥·博利瓦尔（Ignacio Bolívar）
- 硅钾铀矿（Boltwoodite）：美国地质学家伯特伦·博尔特伍德（Bertram Boltwood）
- 三水胆矾（Bonattite）：意大利地质学家斯特凡诺·博纳蒂（Stefano Bonatti）
- 碳磷铁钠石（Bonshtedtite）：苏联矿物学家艾莎·马克西米利安诺夫娜·邦什捷德-库普列特斯卡娅（俄语：Бонштед-Куплетская, Эльза Максимилиановна）（Elsa Maximilianovna Bonshtedt-Kupletskaya）
- 七水胆矾（Boothite）：加州大学化学家爱德华·布斯（Edward Booth）
- 斑铜矿（Bornite）：奥地利矿物学家伊格纳兹·冯·伯恩（Ignaz von Born）
- 磷硅铌钠钡石（Bornemanite）：俄罗斯矿物学家伊琳娜·德米特里耶夫娜·博尔涅曼-斯塔伦克维奇（俄语：Борнеман-Старынкевич, Ирина Дмитриевна）（Irina Dmitrievna Borneman-Starynkevich）
- 方硒钴矿（Bornhardtite）：德国地质学家弗里德里希·威廉·康拉德·爱德华·伯恩哈特（Friedrich Wilhelm Conrad Eduard Bornhardt）
- 博罗达耶夫矿（Borodaevite）：俄罗斯矿物学家尤里·谢尔盖耶维奇·博罗达耶夫（Yuri Sergeevich Borodaev）
- 多水硅钙锰石（Bostwickite）：美国矿物收藏家理查德·博斯特威克（Richard "Dick" Bostwick）
- 硫锑铅矿（Boulangerite）：法国采矿工程师夏尔·路易·布朗热（Charles Louis Boulanger）
- 车轮矿（Bournonite）：法国矿物学家雅克·路易·德波农（英语：Jacques Louis, Comte de Bournon）（Jacques Louis de Bournon）[2]
- 六水铵镁矾（Boussingaultite）：法国化学家让-巴蒂斯特·布森戈（Jean-Baptiste Boussingault）
  - 六水铵镍矾（Nickelboussingaultite）
- 硫铱铑矿（Bowieite）：苏格兰地质学家斯坦利·鲍伊（Stanley Bowie）
- 四水锌矾（Boyleite）：加拿大地球化学家罗伯特·威廉·博伊尔（Robert William Boyle）
- 羟铬矿（Bracewellite）：英属圭亚那地质调查局成员史密斯·布雷斯韦尔（Smith Bracewell）
- 水钒锰铅矿（Brackebuschite）：德国矿物学家路德维希·布拉克布什（Ludwig Brackebusch）
  - 砷铁铅石（Arsenbrackebuschite）
- 磷碳镁钠石（Bradleyite）：美国地质调查局首席地质学家威尔莫特·海德·布拉德利（Wilmot Hyde Bradley）
- 硫镍钯铂矿（Braggite）：首个通过X射线分析表征的矿物，由英国科学家威廉·亨利·布拉格（William Henry Bragg）及其儿子威廉·劳伦斯·布拉格完成
- 硼铈钙石（Braitschite-(Ce)）：弗赖堡大学教授奥托·布莱奇（Otto Braitsch）
- 钠伊利石（Brammalite）：英国矿物学家阿尔弗雷德·布拉莫尔（Alfred Brammall）
- 砷锰钙石（Brandtite）：瑞典化学家乔治·勃兰特（Georg Brandt）
  - 副砷锰钙石（Parabrandtite）
- 钛铀矿（Brannerite）：美国地质学家约翰·卡斯帕·布兰纳（John Casper Branner）
- 锡锂大隅石（Brannockite）：美国化学家和矿物收藏家肯特·库姆斯·布兰诺克（Kent Combs Brannock）
- 水砷镁石（Brassite）：法国化学家雷让·布拉斯（Réjane Brasse）
- 褐锰矿（Braunite）：德国地方官员威廉·冯·布劳恩（Wilhelm von Braun）
- 白硅钙石（Bredigite）：美国物理化学家马克斯·阿尔布雷希特·布雷迪格（Max Albrecht Bredig）
- 红锑镍（Breithauptite）：德国矿物学家奥古斯特·布赖特豪普特（August Breithaupt）
- 磷铁铅铋矿（Brendelite）：德国矿工克里斯蒂安·弗里德里希·布伦德尔（Christian Friedrich Brendel）
- Brewsterite系列：英国科学家大卫·布儒斯特（David Brewster）
  - Brewsterite-Ba（意大利语：Brewsterite-Ba）、锶沸石（Brewsterite-Sr）
- 布水氯硼钙石（Brianroulstonite）：加拿大地质学家布赖恩·V·罗尔斯顿（Brian V. Roulston）
- 羟硫碳锌石（Brianyoungite）：英国地质学家布赖恩·扬（Brian Young）
- 灰锗矿（Briartite）：比利时地质学家加斯顿·布里亚特（Gaston Briart）
- 镍铝蛇纹石（Brindleyite）：英裔美国矿物学家和物理学家乔治·威廉·布林德利（英语：George W. Brindley）（George William Brindley）
- 锑钠石（Brizziite）：意大利业余矿物学家吉安卡洛·布里齐（Giancarlo Brizzi）
- 水胆矾（Brochantite）：法国地质学家安德烈-让-弗朗索瓦-马里·布罗汉·德维里尔斯（André-Jean-François-Marie Brochant de Villiers）
- 水磷钙钍石（Brockite）：美国地质调查局成员莫里斯·雷克斯·布洛克（Maurice Rex Brock）
- 硒汞铜矿（Brodtkorbite）：布宜诺斯艾利斯大学和国立拉普拉塔大学教授米尔卡·克罗尼戈尔德·德布罗特科布（Milka Kronegold de Brodtkorb）
- 铍石（Bromellite）：瑞典医生和矿物学家马格努斯·冯·布罗梅尔（Magnus von Bromell）
- 板钛矿（Brookite）：英国矿物学家亨利·詹姆斯·布鲁克（Henry James Brooke）
  - 假板钛矿（Pseudobrookite）
- 钙铁铝石（Brownmillerite）：阿尔法波特兰水泥公司首席化学家洛林·托马斯·布朗米勒（Lorrin Thomas Brownmiller）
- 水镁石（Brucite）：美国矿物学家阿奇博尔德·布鲁斯（英语：Archibald Bruce (mineralogist)）（Archibald Bruce）
- 水碘钙石（Brüggenite）：德裔智利地质学家胡安·布吕根（Juan Brüggen）
- 红磷铁镁矿（Brugnatellite）：意大利化学家路易吉·瓦伦蒂诺·布鲁尼亚泰利（Luigi Valentino Brugnatelli）
- 透磷钙石（Brushite）：美国矿物学家乔治·贾维斯·布拉什（George Jarvis Brush）
- 铵长石（Buddingtonite）：美国地质学家阿瑟·弗朗西斯·巴丁顿（Arthur Francis Buddington）
- 羟砷铁矾（英语：Bukovskyite）（Bukovskýite）：捷克矿物学家安东宁·布科夫斯基（Antonín Bukovský）
- 黄碳锶钠石（Burbankite）：美国地质学家威尔伯·斯威特·伯班克（Wilbur Sweet Burbank）
  - 碳锶钙钠石（Calcioburbankite）
- 硅碲铁铅石（Burckhardtite）：墨西哥地质学家卡尔·伊曼纽尔·布克哈特（Carl Emanuel Burckhardt）
- 碳钠矾（Burkeite）：美国化学工程师威廉·埃德蒙·伯克（William Edmund Burke）
- 伯恩矿（Burnsite）：圣母大学教授彼得·卡尔曼·伯恩斯（Peter Carman Burns）
- 羟锡钙石（Burtite）：美国采矿地质学家唐纳德·麦克莱恩·伯特（Donald McLain Burt）
- Buseckite：美国地质学家彼得·R·布塞克（Peter R. Buseck）
- 羟钒磷铝铅石（Bushmakinite）：俄罗斯矿物学家阿纳托利·菲利波维奇·布什马金（Anatoly Filippovich Bushmakin）
- 锰硅灰石（Bustamite）：墨西哥博物学家和矿物学家米格尔·布斯塔曼特和塞普蒂姆（Miguel Bustamante y Septiem）
  - 铁硅灰石（Ferrobustamite）
- 基铁矾（Butlerite）：美国采矿地质学家格登·蒙塔古·巴特勒（Gurdon Montague Butler）
  - 副基铁矾（Parabutlerite）
- 三方碳钾钙石（Bütschliite）：德国生物学家奥托·比奇利（Otto Bütschli）
- 毛青铜矿（Buttgenbachite）：比利时矿物学家亨利·布特根巴赫（Henri Buttgenbach）

## C
- 砷铁镁铝钙石（Cabalzarite）：瑞士业余矿物学家沃尔特·卡巴尔扎（Walter Cabalzar）
- 锡铜钯矿（Cabriite）：加拿大矿物学家路易·让-皮埃尔·加布里（英语：Louis J. Cabri）（Louis Jean-Pierre Cabri）
- 氯羟铝石（Cadwaladerite）：美国自然科学院院长及常务董事查尔斯·梅格斯·比德尔·卡德瓦拉德（Charles Meigs Biddle Cadwalader）
- 砷硼钙石（Cahnite）：美国形态晶体学家拉扎德·卡恩（Lazard Cahn）
- 锰铁榴石（Calderite）：印度地质研究的热心推动者詹姆斯·考尔德（James Calder）
- 水碳镧铈石（Calkinsite-(Ce)）：美国地质调查局地质学家弗兰克·卡思卡特·卡尔金斯（Frank Cathcart Calkins）
- 水碳铜镁石（Callaghanite）：新墨西哥州矿务局局长尤金·卡拉汉（Eugene Callaghan）
- Cámaraite：西班牙矿物学家费尔南多·卡马拉（Fernando Cámara）
- 卡梅罗拉矾（Camérolaite）：法国矿物收藏家米歇尔·卡梅罗拉（Michel Camérola）
- 喀碲银铜矿（Cameronite）：威斯康辛大学教授尤金·N·卡梅伦（Eugene N. Cameron）
- 钠铋矾（Campostriniite）：意大利矿物学家伊塔洛·坎波斯特里尼（Italo Campostrini）
- 钙霞石（Cancrinite）：沙俄财政部长格奥尔格·冯·坎克林（英语：Georg Ludwig Cancrin）（Georg von Cancrin）
  - 羟钙霞石（Hydroxycancrinite）
- 硫银锡矿（Canfieldite）：美国采矿工程师弗雷德里克·亚历山大·坎菲尔德（Frederick Alexander Canfield）
- 卡辉铋铅矿（Cannizzarite）：意大利化学家斯坦尼斯劳·坎尼扎罗（Stanislao Cannizzaro）
- 坎农矿（Cannonite）：美国矿物学家和电子探针分析师本杰明·巴特利特·"巴特"·坎农（Benjamin Bartlett "Bart" Cannon）
- 硼硅钡钇矿（Cappelenite-(Y)）：迪德里克·卡佩伦（Diderik Cappelen）
- 羟钛矿（Carmichaelite）：加州大学地质学教授伊恩·斯图尔特·爱德华·卡迈克尔（Ian S. E. Carmichael）
- 水碳铝铁石（Caresite）：该矿物的发现者美国人史蒂夫·凯尔斯（Steve Cares）和珍妮特·沃克利·凯尔斯（Janet Cares）兄妹
- 碲钙石（Carlfriesite）：美国地质调查局成员小卡尔·弗里斯（Carl Fries Jr.）
- 水氟铝钙石（Carlhintzeite）：布雷斯劳大学矿物学教授卡尔·欣策（Carl Hintze）
- 卡洛斯鲁伊兹石（Carlosruizite）：智利地质学家卡洛斯·鲁伊兹·富勒（Carlos Ruiz Fuller）
- 卡硅铁镁石（Carlosturanite）：都灵大学地质学教授卡洛·斯图拉尼（Carlo Sturani）
- 光卤石（Carnallite）：普鲁士矿物工程师鲁道夫·冯·卡纳尔（Rudolf von Carnall）
- 钒钾铀矿（Carnotite）：法国采矿工程师和化学家马里·阿道夫·卡诺（英语：Adolphe Carnot）（Marie Adolphe Carnot）
- 方氟钾石（Carobbiite）：佛罗伦萨大学矿物学与地球化学研究所教授吉多·卡罗比（Guido Carobbi）
- 水铅钒铬矿（Cassedanneite）：里约热内卢大学矿物学教授雅克·P·卡塞丹（Jacques P. Cassedanne）
- 磷钙镍石（Cassidyite）：美国地质学家威廉·A·卡西迪（William A. Cassidy）
- 陨硫钠铬矿（Caswellsilverite）：美国地质学家、企业家和石油家卡斯威尔·西尔弗（Caswell Silver）
- 卡塔水磷钠石（Catalanoite）：阿根廷地质学家和经济学家卢西亚诺·卡塔拉诺（Luciano Catalano）
- 方硫钴矿（Cattierite）：上加丹加矿业联盟前主席菲利西安·卡蒂尔（Félicien Cattier）
- 卡水磷镁石（Cattiite）：米兰比科卡大学物理化学教授米歇尔·卡蒂（Michele Catti）
- 施矾铅铁石（Čechite）：捷克地球化学家弗兰蒂谢克·切赫（František Čech）
- 碳钠铀矿（Čejkaite）：捷克矿物学家伊日·切卡（Jiří Čejka）
- 钡长石（Celsian）：瑞典天文学家和博物学家安德斯·摄尔修斯（Anders Celsius）
  - 副钡长石（Paracelsian）
- 铜镉黄锡矿（Černýite）：加拿大矿物学家彼得·切尔尼（Petr Černý）
- 硫碲银矿（Cervelleite）：巴黎大学教授兼IMA矿石矿物学委员会主席伯纳德·塞尔维尔（Bernard Cervelle）
- 泡锰铅矿（Cesàrolite）：列日大学矿物学和晶体学教授朱塞佩·雷蒙多·皮奥·切萨罗（Giuseppe Raimondo Pio Cesàro）
- 羟碲铜矿（Cesbronite）：法国矿物学家法比安·塞斯布朗（Fabian Cesbron）
- 亚砷铀石（Chadwickite）：英国物理学家詹姆斯·查德威克（James Chadwick）
- 钱羟硅铝钙石（Chantalite）：土耳其矿物学家哈利勒·萨普（法语：哈利勒·萨普）（Halil Sarp）之妻尚塔尔·萨尔普（Chantal Sarp）
- 蜡石（Chaoite）：美国地质调查局成员赵景德
- 羟硅锑铁矿（Chapmanite）：英国土木工程师约翰·爱德华·查普曼（John Edward Chapman）
- 水硼铝钙矾（Charlesite）：美国矿物学家和晶体学家查尔斯·帕拉奇（Charles Palache）
- 水碳铝锰石（Charmarite）：业余矿物学家查尔斯·韦伯（Charles Weber）和马塞尔·韦伯（Marcelle Weber）兄弟
- 卡大隅石（Chayesite）：美国岩石学家和数学地质学家菲利克斯·蔡斯（Felix Chayes）
- 切铋碲矿（Chekhovichite）：苏联矿物学家谢尔盖·康斯坦丁诺维奇·切霍维奇（Sergei Konstantinovich Chekhovich）
- 砷铁铜石（Chenevixite）：爱尔兰化学家理查德·切内维克斯（Richard Chenevix）
- 陈国达矿（Chenguodaite）：中国地质学家陈国达
- 陈铜铅矾（Chenite）：加拿大矿物和能源技术中心的华裔矿物学家Chen Tzong Tzy
- 彻雷奈克石（Cheremnykhite）：俄罗斯地质学家I·M·切列姆尼赫（I.M. Cheremnykh）
- 泋铀云母（Chernikovite）：费斯曼矿物学博物馆的矿物学家和地球化学家安德烈·安德烈耶维奇·切尔尼科夫（Andrey Andreyevich Chernikov）
- 砷钇石（Chernovite-(Y)）：俄罗斯地质学家亚历山大·亚历山德罗维奇·切尔诺夫（俄语：Чернов, Александр Александрович (геолог)）（Aleksandr Aleksandrovich Chernov）
- 钡钒云母（Chernykhite）：苏联矿物学家维克托·瓦西里耶维奇·切尔尼赫（Viktor Vasil'evich Chernykh）
- 斜钒铅矿（Chervetite）：法国矿物学家让·谢维（Jean Chervet）
- 奇斯克石（Chessexite）：日内瓦大学岩石学家罗纳德·切塞克斯（Ronald Chessex）
- 齐硼铁镁矿（Chestermanite）：美国地质学家和矿物学家查尔斯·韦斯利·切斯特曼（Charles Wesley Chesterman）
- 硅钛铈铁矿（Chevkinite-(Ce)）：俄罗斯采矿工程兵团参谋长康斯坦丁·弗拉基米罗维奇·切夫金（英语：Konstantin Chevkin）（Konstantin Vladimirovich Chevkin）
- 磷铝铁石（Childrenite）：英国化学家、矿物学家和动物学家约翰·乔治·柴尔德伦（John George Children）
- 硅铍钠石（Chkalovite）：苏联空军试飞员瓦列里·帕夫洛维奇·契卡洛夫（Valeriy Pavlovich Chkalov）
- 陨磷镁钙钠石（Chladniite）：里加大学物理学家恩斯特·弗洛伦斯·弗里德里希·克拉德尼（Ernst Florens Friedrich Chladni）
- 乔磷镁石（Chopinite）：法国矿物学家和岩石学家克里斯蒂安·绍潘（Christian Chopin）
- 硒钯银矿（Chrisstanleyite）：英国矿物学家克里斯托弗·约翰·斯坦利（Christopher John Stanley）
- 硫铜锌矿（Christelite）：该矿物的发现者克里斯特尔·格布哈德-吉森（Christel Gebhard-Giesen）
- 斜硫砷汞铊矿（Christite）：美国地质调查局矿物学家查尔斯·路易斯·克里斯（英语：Charles L. Christ）（Charles Louis Christ）
- 砷镁锌石（Chudobaite）：德国矿物学家卡尔·弗朗茨·约翰·楚多巴（Karl Franz Johann Chudoba）
- 绿碳铁石（Chukanovite）：俄罗斯物理学家和矿物学家尼基塔·弗拉基米罗维奇·楚卡诺夫（Nikita Vladimirovich Chukanov）
- Chukhrovite（乌克兰语：Чухровіт）：俄罗斯矿物学家费多尔·瓦西列维奇·楚赫罗夫（俄语：Чухров, Фёдор Васильевич）（Fedor Vasil'yevich Chukhrov）
  - Chukhrovite-(Ca)、水氟钙铈矾（Chukhrovite-(Ce)）、Chukhrovite-(Nd)、水氟钙钇矾（意大利语：Chukhrovite-(Y)）（Chukhrovita-(Y)）
- 水磷钇矿（Churchite-(Y)）：英国化学家和矿物学家阿瑟·赫伯特·丘奇（Arthur Herbert Church）
- 砷汞矿（Chursinite）：俄罗斯戏剧和电影女演员柳德米拉·阿列克谢耶夫娜·楚尔辛娜（英语：Lyudmila Chursina）（Lyudmila Alekseevna Chursina）
- 硫钠铜矿（Chvilevaite）：俄罗斯矿物学家塔季扬娜·尼基福罗夫娜·奇维列娃（Tatiana Nikiforovna Chvileva）
- 慈安慈乌利石（Cianciulliite）：美国矿物收藏家约翰·钱丘利（John Cianciulli）
- 科拉里矾（Clairite）：法国矿物学家雅克·E·J·马蒂尼（Jacques E. J. Martini）之妻克莱尔·辛格·马蒂尼（Claire Zingg Martini）
- 水羟氯铜矿（Claringbullite）：英国自然历史博物馆矿物学管理员兼馆长戈登·弗兰克·克拉林布尔（Gordon Frank Claringbull）
- 水钠铀矿（Clarkeite）：美国矿物化学家、美国地质调查局前首席化学家弗兰克·维格斯沃斯·克拉克（Frank Wigglesworth Clarke）
- 白砷石（Claudetite）：法国化学家弗雷德里克·瑞斯特·克劳代（Frederic Just Claudet）
- 辉锰锑矿（Clerite）：俄罗斯博物学家奥內西梅·克勒尔奇（Onisim Cler）
- 克碲铀矿（Cliffordite）：美国矿物学家克利福德·弗朗德尔（Clifford Frondel）
- 绿脆云母（Clintonite）：美国政治家德威特·克林顿（DeWitt Clinton）
- 柯石英（Coesite）：美国化学家小洛林·科斯（Loring Coes, Jr.）
- 铀石（Coffinite）：美国地质学家鲁本·克莱尔·科芬（Reuben Clare Coffin）
- 陨碳铁矿（Cohenite）：德国矿物学家和岩石学家埃米尔·科亨（Emil Cohen）
- 羟碳钴镍石（Comblainite）：比利时采矿工程师戈登·康布兰（Gordon Comblain）
- 硬硼钙石（Colemanite）：矿场拥有者威廉·泰尔·科尔曼（William Tell Coleman）
- 磷钙镁石（Collinsite）：加拿大地质调查局局长威廉·亨利·科林斯（William Henry Collins）
- 铌铁矿系列（Columbite）：热那亚探险家克里斯托弗·哥伦布（Christopher Columbus）
- 菱硅钙钠石（Combeite）：乌干达地质调查局地质学家阿瑟·德尔马·库姆（Arthur Delmar Combe）
- 菱硅钾锰石（Coombsite）：新西兰矿物学家和岩石学家道格拉斯·萨克森·库姆斯（英语：Doug Coombs (geologist)）（Douglas Saxon Coombs）
  - 铋铌铁矿（Bismutocolumbite）、铌镁矿（Columbite-(Mg)）、铌锰矿（Columbite-(Mn)）、铌锑矿（Stibiocolumbite）
- 锂绿泥石（Cookeite）：美国矿物学家和化学家乔赛亚·帕森斯·库克（Josiah Parsons Cooke）
- 硫铂矿（英语：Cooperite (mineral)）（Cooperite）：南非冶金学家理查德·A·库珀（Richard A. Cooper）
- 科匡德石（Coquandite）：法国地质学家和古生物学家亨利·科匡德（Henri Coquand）
- 堇青石（Cordierite）：法国地质学家路易·科迪埃（Louis Cordier）
- 蓝磷铜矿（Cornetite）：比利时地质学家儒勒·科尔内（Jules Cornet）
- 锰铅矿（Coronadite）：美国西南部的西班牙探险家弗朗西斯科·巴斯克斯·德·科罗纳多（Francisco Vasquez de Coronado）
- 绿泥间蛭石（Corrensite）：德国矿物学家卡尔·威廉·科伦斯（Carl Wilhelm Correns）
- Correianevesite：葡萄牙矿物学家何塞·马克斯·科雷亚·内维斯（José Marques Correia Neves）
- 草酸硫铈矾（Coskrenite-(Ce)）：美国地质学家和地球化学家T·丹尼斯·科斯克伦（T. Dennis Coskren）
- 氯铅矿（Cotunnite）：意大利医生多梅尼科·菲利斯·安东尼奥·科图尼奥（英语：Domenico Cotugno）（Domenico Felice Antonio Cotugno）
- 钒磁铁矿（Coulsonite）：印度地质调查局（英语：Geological Survey of India）的澳大利亚地质学家阿瑟·伦诺克斯·科尔森（Arthur Lennox Coulson）
- 钼镁铀矿（Cousinite）：上加丹加联合矿业公司管理人员尤勒斯·科辛（Jules Cousin）
- 靛铜矿（Covellite）：意大利矿物学家尼古拉·科韦利（Nicola Covelli）
- 纤磷钙铝石（Crandallite）：美国采矿工程师米兰·卢西安·克兰德尔（Milan Lucian Crandall）
- 碳磷锶钠石（Crawfordite）：英国化学家阿代尔·克劳福德（Adair Crawford）
- 硅铁铜铅石（Creaseyite）：美国经济地质学家萨维尔·赛勒斯·克雷西（Saville Cyrus Creasey）
- 锰铜矿（Crednerite）：德国采矿地质学家和矿物学家卡尔·弗里德里希·海因里希·克雷德纳（英语：Carl Friedrich Heinrich Credner）（Karl Friedrich Heinrich Credner）
- 硫铋铂矿（Crerarite）：普林斯顿大学地球化学教授大卫·亚历山大·克雷拉尔（David Alexander Crerar）
- 锶铁钛矿（Crichtonite）：苏格兰医生和作家亚历山大·克里奇顿（Alexander Crichton）
- 硫铊银金锑矿（Criddleite）：英国自然历史博物馆矿物学家艾伦·J·克里德尔（Alan J. Criddle）
- 克铁蛇纹石（Cronstedtite）：阿克塞尔·弗雷德里克·克龙斯泰特（Axel Fredrik Cronstedt）
- 硒铊银铜矿（Crookesite）：英国化学家和物理学家威廉·克鲁克斯（William Crookes）
- 锥氯铜铅矿（Cumengéite）：法国采矿工程师爱德华·库门热（Édouard Cumenge）
- 磷钛铝钡石（Curetonite）：美国矿产经销商福雷斯特·埃尔斯沃斯·库尔顿（Forrest Ellsworth Cureton）
- 钒铅铀矿（Curienite）：法国物理学家于贝尔·居里安（Hubert Curien）
- 板铅铀矿（Curite）：法国物理学家皮埃尔·居里（Pierre Curie）

## D
- 环晶沸石系列（Dachiardite）：意大利地质学家和矿物学家安东尼奥·德阿奇亚迪（Antonio D'Achiardi）
  - 钙环晶沸石（Dachiardite）、钾环晶沸石（英语：Dachiardite-K）、钠环晶沸石（Dachiardite-Na）
- 达硫锑铅矿（Dadsonite）：加拿大地质学家和矿物学家亚历山大·斯图尔特·达德森（Alexander Stewart Dadson）
- Daliranite：卡尔斯鲁厄理工学院研究员法拉纳兹·达利兰（Farahnaz Daliran）
- 硅钾锆石（Dalyite）：哈佛大学教授雷金纳德·奥德沃思·戴利（Reginald Aldworth Daly）
- 铍榴石（Danalite）：美国地质学家、矿物学家和动物学家詹姆斯·德怀特·丹纳（James Dwight Dana）
- 丹硫汞铜矿（Danielsite）：澳大利亚地质学家约翰·L·丹尼尔斯（John L. Daniels）
  - 氯镁芒硝（D'Ansite）：柏林钾盐研究所的矿物学家让·德安斯（Jean D'Ans）
- D'Ansite-(Fe)（意大利语：D'Ansite-(Fe)）、D'Ansite-(Mn)（意大利语：D'Ansite-(Mn)）
- 钠硝矾（Darapskite）：德裔智利化学家和矿物学家路德维希·达拉普斯基（俄语：Людвіг Дарапський）（Ludwig Darapsky）
- 二水重碳镁石（Dashkovaite）：叶卡捷琳娜·罗曼诺夫娜·沃龙佐娃-达什科娃（英语：Yekaterina Vorontsova-Dashkova）公主（Yekaterina Romanovna Vorontsova-Dashkova）
- 羟氯铋矿（Daubréeite）：法国矿物学家加布里埃尔·奥古斯特·多布里（Gabriel Auguste Daubrée）
- 陨硫铬铁矿（Daubréelite）：法国矿物学家加布里埃尔·奥古斯特·多布里（Gabriel Auguste Daubrée）
- 铀钛磁铁矿（Davidite）：澳大利亚地质学家埃奇沃斯·大卫（Edgeworth David）
  - 铈铀钛铁矿（Davidite-(Ce)）、镧铀钛铁矿（Davidite-(La)）、钇铀钛铁矿（Davidite-(Y)）
- 富钙霞石（Davidsmithite）：法国矿物学家大卫·克里斯托弗·史密斯（David Christopher Smith）
- Davinciite：意大利博学者列奥纳多·达·芬奇（Leonardo da Vinci）
- 达硅铝锰石（Davreuxite）：比利时药剂师和自然科学家夏尔·约瑟夫·达夫勒（Charles Joseph Davreux）
- 钾钙霞石（Davyne）：英国化学家汉弗里·戴维（Humphry Davy）
  - 异构钾钙霞石（Quadridavyne）
- 毛钙硅石（Davemaoite）：美国华裔地质学家毛河光（Ho-Kwang (Dave) Mao）
- 碳钠铝石（Dawsonite）：加拿大地质学家约翰·威廉·道森（John William Dawson）
- 迪恩斯米思石（Deanesmithite）：宾夕法尼亚州立大学地球科学教授小迪恩·金斯利·史密斯（Deane Kingsley Smith, Jr.）
- 水氯碳铜钇石-(Y)（Decrespignyite-(Y)）：澳大利亚富翁商人、诺曼底矿业（英语：Normandy Mining）创始人罗伯特·詹姆斯·钱皮恩·德克雷斯皮尼（英语：Robert Champion de Crespigny）（Robert James Champion de Crespigny）
- 迪尔石（Deerite）：剑桥大学矿物学家威廉·亚历山大·迪尔（William Alexander Deer）
- 戴碳钙石（Defernite）：日内瓦自然历史博物馆矿物学馆长雅克·德芬（Jacques Deferne）
- 赤铜铁矿（Delafossite）：法国矿物学家加布里埃尔·德拉福斯（Gabriel Delafosse）
- 片硅碱钙石（Delhayelite）：比利时人费尔南德·德尔海（Fernand Delhaye）
- 硫铁铀矿（Deliensite）：比利时皇家自然历史研究所工作者米歇尔·德利恩斯（Michel Deliens）
- 羟硅钠钡石（Delindeite）：钻石乔采石场（Diamond Jo quarry）的前所有者和业余矿物学家亨利·塞缪尔·德林德（Henry Samuel de Linde）
- 羟硅钙石（Dellaite）：美国材料科学家鲁斯图姆·罗伊之妻德拉·马丁·罗伊（Della Martin Roy）
- 氟钙锶铈磷灰石（Deloneite）：俄罗斯数学家鲍里斯·尼古拉耶维奇·德劳内（英语：Boris Delaunay）（Boris Nikolaevich Delone）
- 德洛吕石（Deloryite）：该矿物的发现者法国人让·克劳德·德洛里（Jean Claude Delory）
- 水钒锶钙石（Delrioite）：西班牙裔墨西哥科学家和博物学家安德烈·曼努埃尔·德尔里奥（Andrés Manuel del Río）
  - Calciodelrioite、变水钒锶钙矿（Metadelrioite）
- 胶磷铁矿（Delvauxite）：比利时化学家、列日大学教授让-夏尔-菲利普-约瑟夫·德尔沃·德芬夫（Jean-Charles-Philippe-Joseph Delvaux de Fenffe）
- 硒铜铅铀矿（Demesmaekerite）：比利时地质学家加斯顿·德梅斯马克（Gaston Demesmaeker）
- 德硅钾钙石（Denisovite）：苏联地质学家亚历山大·彼得罗维奇·杰尼索夫（Aleksandr Petrovich Denisov）
- 碲锌锰石（Denningite）：密歇根大学地质与矿物学系矿物学教授雷诺兹·麦康奈尔·丹宁（Reynolds McConnell Denning）
- 锑铁钛矿（Derbylite）：在巴西工作的美国地质学家奥维尔·阿达尔伯特·德比（Orville Adalbert Derby）
- 多硒铜铀矿（Derriksite）：比利时地质学家兼上加丹加联合矿业公司行政长官让-马里·弗朗索瓦·"约瑟夫"·德里克斯（Jean-Marie François "Joseph" Derriks）
- 硫砷银矿（Dervillite）：斯特拉斯堡大学古生物学家亨利·德尔维尔（Henry Derville）
- 羟碳锰镁石（Desautelsite）：美国化学家保罗·欧内斯特·德索特尔斯（Paul Ernest Desautels）
- 羟钒锌铅石（Descloizite）：巴黎大学矿物学教授阿尔弗雷德·德·克卢瓦佐（Alfred Des Cloizeaux）
  - 砷锌铅矿（Arsendescloizite）
- 钙锰矾（Despujolsite）：摩洛哥地质调查局创始人皮埃尔·德斯普（Pierre Despujols）
- 锶钇铁钛矿（Dessauite-(Y)）：意大利矿物学家加博·德绍（Gabor Dessau）
- 钙铜矾（Devilline）：法国化学家亨利·爱丁·圣克莱尔·德维尔（Henri Étienne Sainte-Claire Deville）
- 粒磷铅铀矿（Dewindtite）：根特大学比利时地质学生让·德温特（Jean De Windt）
- 磷碱锰石（Dickinsonite-(KMnNa)）：雷丁牧师约翰·威廉·狄金森（John William Dickinson）
- 迪开石（Dickite）：苏格兰冶金化学家艾伦·布鲁·迪克（Allan Brugh Dick）
- 锌铝矾（Dietrichite）：捷克矿物学家古斯塔夫·海因里希·迪特里希（Gustav Heinrich Dietrich）
- 碘铬钙石（Dietzeite）：智利化学家奥古斯特·迪茨（August Dietze）
- 丁道衡矿（Dingdaohengite-(Ce)）：中国地质学家丁道衡
- 迪磷镁铵石（Dittmarite）：德裔格拉斯哥大学化学教授威廉·迪特玛（William Dittmar）
- 硫铁铜钾矿（Djerfisherite）：美国矿物学家丹尼尔·杰罗姆·费舍尔（Daniel Jerome Fisher）
- 久辉铜矿（Djurleite）：乌普萨拉大学化学教授赛韦德·尤尔（Seved Djurle）
- 德米斯滕贝尔格石（Dmisteinbergite）：俄罗斯岩石学家德米特里·谢尔盖耶维奇·斯坦伯格（Dmitriy Sergeyevich Steinberg）
- 铈镁帘石（Dollaseite-(Ce)）：美国矿物学家韦恩·A·多拉斯（Wayne A. Dollase）
- 白云石（Dolomite）：法国地质学家德奥达·格拉特·德多洛米厄（Déodat Gratet de Dolomieu）
- 砷铜矿（Domeykite）：波兰和智利矿物学家伊格纳西·多梅科（Ignacy Domeyko）
- 硫汞镍矿（Donharrisite）：加拿大地质学家唐纳德·克莱顿·哈里斯（Donald Clayton Harris）
- 碳钇锶石（Donnayite-(Y)）：约翰霍普金斯大学晶体学和矿物学教授约瑟夫·德西雷·胡贝尔·唐奈（Joseph Désiré Hubert Donnay）
- 水磷氢钠石（Dorfmanite）：俄罗斯矿物学家莫伊谢伊·达维多维奇·多尔夫曼（俄语：Дорфман, Моисей Давидович）（Moisey Davidovich Dorfman）
- 杜尔石（Dorrite）：密歇根大学地质学教授约翰·A·多尔（John A. Dorr）
- 氧硒石（Downeyite）：该矿物的发现者美国人小韦恩·F·唐尼（Wayne F. Downey, Jr.）
- 督三水铝石（Doyleite）：加拿大矿物收藏家约瑟夫·道尔（Joseph Doyle）
- 绿泥间蛇纹石（Dozyite）：荷兰地质学家让·雅克·多齐（Jean Jacques Dozy）
- 水碳铝钡石（Dresserite）：加拿大地质学家约翰·亚历山大·德莱瑟（John Alexander Dresser）
- 德钒铋矿（Dreyerite）：美因茨大学助理教授格哈德·德雷尔（Gerhard Dreyer）
- 四水镉矾（Drobecite）：奥地利矿物收藏家埃里希·德罗贝克（Erich Drobec）
- 水磷铁铅石（Drugmanite）：比利时矿物学家尤利安·德鲁格曼（Julien Drugman）
- 硒钼矿（Drysdallite）：英国地质学家兼赞比亚地质调查局局长艾伦·罗伊·德赖斯达尔（Alan Roy Drysdall）
- 绿磷铁矿（Dufrénite）：巴黎矿业学院矿物学教授乌尔斯-皮埃尔-阿尔芒·珀蒂-迪弗雷努瓦（Ours-Pierre-Armand Petit-Dufrénoy）
- 硫砷铅矿（Dufrénoysite）：巴黎矿业学院矿物学教授乌尔斯-皮埃尔-阿尔芒·珀蒂-迪弗雷努瓦（Ours-Pierre-Armand Petit-Dufrénoy）
- 砷铜铅石（Duftite）：楚姆科矿（Tsumcor mine）第二任总经理古斯塔夫·伯恩哈德·杜夫特（Gustav Bernhard Duft）
- 砷碲锌铅石（Dugganite）：菲尔普斯道奇矿业公司（Phelps Dodge mining company）分析化学家马乔里·杜根（Marjorie Duggan）
- 杜钒铜铅石（Duhamelite）：地质学家J·E·迪哈美尔（J. E. DuHamel）
- 羟磷铅铀矿（Dumontite）：比利时地质学家安德烈·于贝尔·杜蒙（英语：André Dumont (geologist)）（André Hubert Dumont）
- 蓝线石（Dumortierite）：法国古生物学家欧仁·杜莫蒂埃（Eugène Dumortier）
- 锰锌大隅石（Dusmatovite）：塔吉克斯坦地质学家和矿物学家维亚切斯拉夫·朱拉耶维奇·杜斯马托夫（Vyacheslav Dzhuraevich Dusmatov）
- 绿砷钡铁石（Dussertite）：让·巴蒂斯特·德西雷·迪塞尔（Jean Baptiste Desiré Dussert）
- 羟钒石（Duttonite）：美国地质学家克拉伦斯·爱德华·达顿（英语：Clarence Dutton）（Clarence Edward Dutton）
- 杜铁镍矾（Dwornikite）：美国地质调查局分析化学家和矿物学家爱德华·J·德沃尼克（Edward J. Dwornik）

## E
- 硅铝锡钙石（Eakerite）：美国采矿工程师杰克·埃克（Jack Eaker）
- 水柠檬钙石（Earlandite）：英国海洋学家阿瑟·厄兰（Arthur Earland）
- 褐磷锰高铁石（Earlshannonite）：美国国家博物馆助理馆长及矿物学家厄尔·维克托·香农（Earl Victor Shannon）
- 艾锌钛矿（Ecandrewsite）：澳大利亚地质学家和植物学家欧内斯特·克莱顿·安德鲁斯（Ernest Clayton Andrews）
- 镁铝钠闪石（Eckermannite）：瑞典矿物学家哈里·冯·艾克曼（Harry von Eckermann）
  - 铁铝钠闪石（Ferro-eckermannite）
- 艾铋铜铅矿（Eclarite）：奥地利地质学家艾伯哈德·克拉尔（Eberhard Clar）
- 艾登哈特尔矿（Edenharterite）：瑞士晶体化学家安德烈亚斯·艾登哈特（Andreas Edenharter）
- 硫铁铌矿（Edgarite）：西安大略大学岩石学教授艾伦·D·埃德加（Alan D. Edgar）
- 钡沸石（Edingtonite）：苏格兰工业化学家和矿物收藏家托马斯·爱丁顿（Thomas Edington）
- 艾德玉莱尔石（Edoylerite）：美国矿物收藏家爱德华·亨利·奥勒（Edward Henry Oyler）
- 伊镉铜矾（Edwardsite）：澳大利亚地质学家奥斯汀·伯顿·爱德华兹（Austin Burton Edwards）
- 硅铜钡石（Effenbergerite）：维也纳大学矿物学家和晶体学家赫塔·西尔维娅·埃芬伯格（Herta Silvia Effenberger）
- 铵镁矾（Efremovite）：苏联古生物学家和地质学家伊万·安东诺维奇·叶夫列莫夫（英语：Ivan Yefremov）（Ivan Antonovich Yefremov）
- 褐氯汞矿（Eglestonite）：哥伦比亚矿业学院联合创始人Thomas Egleston（Thomas Egleston）
- 水磷锌铍钙石（Ehrleite）：迈尔斯城矿物收藏家霍华德·埃尔勒（Howard Ehrle）
- 碳钠镁石（Eitelite）：德裔美国矿物学家威廉·赫尔曼·尤利乌斯·艾特尔（英语：Wilhelm Eitel）（Wilhelm Hermann Julius Eitel）
- 硅钙铀钍矿（Ekanite）：活跃在科伦坡的宝石学家弗朗西斯·利奥·丹维尔·埃卡纳亚凯（Francis Leo Danvil Ekanayake）
- 埃水氯硼钙石（Ekaterinite）：俄罗斯矿物学家叶卡捷琳娜·弗拉基米罗夫娜·罗日科娃（Ekaterina Vladimirovna Rozhkova）
- 埃尔金斯坦顿石（Elkinstantonite）：美国行星科学家林迪·埃尔金斯-坦顿（Lindy Elkins-Tanton）
- 羟硅钛镁铝石（Ellenbergerite）：索邦大学构造地质学教授弗朗索瓦·西奥多·维克托·埃伦伯格（François Théodore Victor Ellenberger）
- Ellestadite系列：美国分析化学家鲁本·B·埃勒斯塔德（Ruben B. Ellestad）
  - 氯硅磷灰石（Chlorellestadite）、氟硅磷灰石（Fluorellestadite）、羟硅磷灰石（Hydroxylellestadite）
- 硫砷铊矿（Ellisite）：新西兰科学与工业研究部（英语：Department of Scientific and Industrial Research (New Zealand)）化学部地球化学家阿尔伯特·詹姆斯·埃利斯（Albert James Ellis）
- 铜铅矾（Elyite）：内华达州东部早期采矿史上的重要人物约翰·H·伊利（John H. Ely）
- 磷铬铅矿（Embreyite）：大英博物馆矿物学部工作者彼得·戈德温·恩布里（Peter Godwin Embrey）
- 高铁锂大隅石（Emeleusite）：英国地质学家查尔斯·亨利·埃米勒斯（英语：Henry Emeleus）（Charles Henry Emeleus）
- 碲铁石（Emmonsite）：美国经济地质学家塞缪尔·富兰克林·埃蒙斯（Samuel Franklin Emmons）
- 水磷铝钙钾石（Englishite）：美国矿物收藏家和经销商乔治·莱奇沃斯·英格利什（俄语：Инглиш, Джордж Летчуорт）（George Letchworth English）
- 水羟磷钠锰石（Ercitite）：加拿大矿物学家和晶体学家T·斯科特·埃西特（T. Scott Ercit）
- 水硫铁钠矿（Erdite）：美国地质学家理查德·克拉克森·埃德（Richard Clarkson "Dick" Erd）
- 钡锰闪叶石（Ericssonite）：美国发明家和机械工程师约翰·埃里克森（John Ericsson）
- Erikapohlite：德裔瑞士企业家兼矿物收藏家埃里卡·珀尔-施特勒赫（Erika Pohl-Ströher）
- 锰镍矿（Ernienickelite）：加拿大裔澳大利亚矿物学家欧内斯特·亨利·尼克尔（英语：Ernest Henry Nickel）（Ernest (Ernie) Henry Nickel）
- 硫砷锡铊矿（Erniggliite）：伯恩大学矿物学教授恩斯特·海因里希·尼格利（Ernst Heinrich Niggli）
- Ernstburkeite：国际矿物学协会的新矿物、命名和分类委员会前主席恩斯特·A·J·伯克（Ernst A. J. Burke）
- 羟磷铝锰石（Ernstite）：埃尔兰根大学矿物学教授卡尔·西奥多·海因里希·恩斯特（Karl Theodor Heinrich Ernst）
- 艾尔绍夫石（Ershovite）：苏联地质学家瓦季姆·维克托罗维奇·叶尔绍夫（俄语：Ершов, Вадим Викторович）（Vadim Viktorovich Ershov）
- 绿铬矿（Eskolaite）：芬兰地质学家彭蒂·埃斯科拉（Pentti Eskola）
- 硅钙铅锌矿（Esperite）：美国岩石学家埃斯珀·西格纽斯·拉森（Esper Signius Larsen）
- 铁钙铝辉石（Esseneite）：美国地质学家埃里克·J·埃塞尼（Eric J. Essene）
- 尤钠钙矾（Eugsterite）：瑞士裔美国地球化学家汉斯·彼得·尤格斯特（Hans-Peter Eugster）
- 核磷铝石（Evansite）：英国镍精炼商、武器制造商和地质学家布鲁克·埃文斯（Brooke Evans）
- 碳铈钙钡石（Ewaldite）：美国物理学家和晶体学家保罗·彼得·埃瓦尔德（Paul Peter Ewald）
- 磷钍铝石（Eylettersite）：L·范万贝克（L. van Wambeke）之妻莉亚·埃莱特斯（Lea Eyletters）
- 意水硼钠石（Ezcurrite）：硼酸盐生产公司经理及Tincalayu矿床的所有者胡安·曼努埃尔·德埃斯库拉（Juan Manuel de Ezcurra）

## F
- 法硼钙石（Fabianite）：德国地质学家汉斯-约阿希姆·法比安（Hans-Joachim Fabian）
- 磷铍锰铁石（Faheyite）：美国矿物化学家约瑟夫·约翰·法希（Joseph John Fahey）
- 水砷锌铁石（Fahleite）：专门从事楚梅布矿物的德国矿物经销商罗尔夫·法赫勒（Rolf Fahle）
- 碲铅石（Fairbankite）：汤姆斯通早期发展的重要人物纳撒尼尔·凯洛格·费尔班克（英语：N. K. Fairbank）（Nathaniel Kellogg Fairbank）
- 碳钾钙石（Fairchildite）：美国分析化学家约翰·吉福德·费尔柴尔德（John Gifford Fairchild）
- 方氏石（Fangite）：阿拉巴马大学华裔晶体化学家方人和
- 磷镁石（Farringtonite）：美国地质学家奥利弗·卡明斯·法林顿（Oliver C. Farrington）
- 八面沸石系列（Faujasite）：法国地质学家巴泰勒米·福雅·德圣丰（Barthélemy Faujas de Saint-Fond）
  - 钙八面沸石（Faujasite-Ca）、镁八面沸石（Faujasite-Mg）、钠八面沸石（Faujasite-Na）
- 硼镁钙石（Fedorovskite）：俄罗斯晶体学家尼古拉·米哈伊洛维奇·费多罗夫斯基（英语：Федоровский, Николай Михайлович）（Nikolai Mikhailovich Fedorovskii）
- 钾铜矾（Fedotovite）：俄罗斯火山学家和地震学家谢尔盖·亚历山德罗维奇·费多托夫（俄语：Федотов, Сергей Александрович）（Sergey Aleksandrovich Fedotov）
- 砷锌铅矿（Feinglosite）：杜克大学医学中心教授马克·尼尔·费因洛斯（Mark Neil Feinglos）
- 六方水锰矿（Feitknechtite）：伯尔尼大学化学教授沃尔特·费特克内希特（Walter Feitknecht）
- 钨铁矿（Ferberite）：德国业余矿物学家莫里茨·鲁道夫·费伯（Moritz Rudolph Ferber）
- 纤钒钙石（Fernandinite）：米纳斯拉格拉矿床的所有者尤罗吉奥·费尔南迪尼（Eulogio Fernandini）
- 费水砷钙石（Ferrarisite）：意大利矿物学家乔瓦尼·费拉里斯（Giovanni Ferraris）
- 碱沸石系列（Ferrierite）：加拿大地质学家和采矿工程师沃尔特·弗雷德里克·费里尔（Walter Frederick Ferrier）
  - 钾碱沸石（Ferrierite-K）、镁碱沸石（Ferrierite-Mg）、钠碱沸石（Ferrierite-Na）
- Fergusonite系列：英国政治家和矿物收藏家罗伯特·弗格森（Robert Ferguson of Raith）
  - β-褐铈铌矿（Clinofergusonite-(Ce)）、β-褐钕铌矿（Clinofergusonite-(Nd)）、β-褐钇铌矿（Clinofergusonite-(Y)）、褐铈铌矿（Fergusonite-(Ce)）、褐钕铌矿（Fergusonite-(Nd)）、褐钇铌矿（Fergusonite-(Y)）
- Ferraioloite：美国自然历史博物馆科学助理詹姆斯·安东尼·费拉奥罗（James Anthony Ferraiolo）
- 硅钠钛钙石（Fersmanite）：俄罗斯矿物学家亚历山大·叶夫根耶维奇·费斯曼（Aleksandr Evgenievich Fersman）
- 铌钙矿（Fersmite）：俄罗斯矿物学家亚历山大·叶夫根耶维奇·费斯曼（Aleksandr Evgenievich Fersman）
- 弗硫砷汞银矿（Fettelite）：德国矿物收藏家迈克尔·费特尔（Michael Fettel）
- 水氯铅石（Fiedlerite）：德国采矿科学家和矿物学家卡尔·古斯塔夫·费德勒（Karl Gustav Fiedler）
- 硒金银矿（Fischesserite）：法国矿物学家和晶体学家雷蒙德·费舍瑟（Raymond Fischesser）
- 菲辉锑银铅矿（Fizélyite）：匈牙利采矿工程师桑多·菲泽利（Sándor Fizély）
- 费水锗铅矾（Fleischerite）：美国矿物学家迈克尔·弗莱舍（英语：Michael Fleischer (mineralogist)）（Michael Fleischer）
- 褐砷锰石（Flinkite）：瑞典矿物学家古斯塔夫·弗林克（Gustaf Flink）
- Florencite系列：巴西矿物学家威廉·弗洛伦斯（William Florence）
  - 磷铈铝石（Florencite-(Ce)）、磷镧铝石（Florencite-(La)）、磷钕铝石（Florencite-(Nd)）、磷钐铝石（Florencite-(Sm)）
- 磷钛铁矿（Florenskyite）：俄罗斯地球化学家和行星学家基里尔·帕夫洛维奇·弗洛伦斯基（英语：Kirill Florensky）（Kirill Pavlovich Florensky）
- 硫铬铜矿（Florensovite）：俄罗斯地质学家尼古拉·亚历山德罗维奇·弗洛伦索夫（Nikolai Aleksandrovich Florensov）
- 砷氢锰钙石（Fluckite）：法国历史学家和考古学家皮埃尔·弗拉克（Pierre Fluck）
- 钠铁电气石（Fluor-buergerite）：美国晶体学家马丁·朱利安·布尔格（Martin Julian Buerger）
- 芬钒铜矿（Fingerite）：美国矿物学家和晶体学家拉里·W·芬格（Larry W. Finger）
- 菲氯砷铅矿（Finnemanite）：该矿发现者瑞典人卡尔·约翰·芬尼曼（Karl Johan Finneman）
- 福伊特石（Foitite）：美国矿物学家富兰克林·福伊特（Franklin F. Foit）
- 丰坦矿（Fontanite）：法国矿物学家弗朗索瓦·丰坦（François Fontan）
- 枫硼石（Fontarnauite）：巴塞罗那大学材料科学家拉蒙·丰塔瑙-格里拉（Ramon Fontarnau i Griera）
- 傅锡铌矿（Foordite）：美国矿物学家尤金·爱德华·福德（Eugene Edward Foord）
- 黄钇钽矿（Formanite-(Y)）：西澳大利亚州政府地质学家弗朗西斯·格洛斯特·福尔曼（Francis Gloster Forman）
- 镁橄榄石（Forsterite）：德国博物学家约翰·莱因霍尔德·福斯特（Johann Reinhold Forster）
- 傅硅钙石（Foshagite）：美国地质学家和矿物学家威廉·弗雷德里克·福沙格（William Frederick Foshag）
- 红铀矿（Fourmarierite）：比利时地质学家保罗·福马里（Paul Fourmarier）
- 锌铝蛇纹石（Fraipontite）：比利时古生物学家朱利安·让·约瑟夫·弗莱蓬（英语：Julien Fraipont）（Julien Jean Joseph Fraipont）
- 辉锑锡铅矿（Franckeite）：德国矿物工程师约翰·海因里希·卡尔·弗兰克（Johann Heinrich Karl Francke）和恩斯特·奥托·弗兰克（Ernst Otto Francke）兄弟
- 磷铝钾石（Francoanellite）：意大利洞穴学家弗兰科·阿内利（意大利语：Franco Anelli (speleologo)）（Franco Anelli）
- Françoisite系列：比利时地质学家阿尔芒·弗朗索瓦（Armand François）
  - 磷铈铀矿、磷钕铀矿（Françoisite-(Nd)）
- 氟硅碱钙石（Frankamenite）：苏联矿物学家维克托·阿尔贝托维奇·弗兰克-卡缅涅茨基（俄语：Франк-Каменецкий, Виктор Альбертович）（Viktor Albertovich Frank-Kamenetskiy）
- 氟钡石（Frankdicksonite）：斯坦福大学地球化学教授弗兰克·W·迪克森（Frank W. Dickson）
- 羟碲铜石（Frankhawthorneite）：马尼托巴大学矿物学教授弗兰克·霍桑（Frank Hawthorne）
- 弗钙霞石（Franzinite）：比萨大学矿物学教授马尔科·弗兰齐尼（Marco Franzini）
- 六方硒钴矿（Freboldite）：汉诺威工业大学地质学教授格奥尔格·弗雷伯德（Georg Frebold）
- 弗硼锰镁石（Fredrikssonite）：瑞典裔美国地球化学家和陨石学家库尔特·A·弗雷德里克森（Kurt A. Fredriksson）
- 亚砷铜铅石（Freedite）：美国矿物学家罗伯特·L·弗里德（Robert L. Freed）
- 柱硫锑铅银矿（Freieslebenite）：德国萨克森州矿业专员约翰·卡尔·弗赖斯莱本（Johann Karl Freiesleben）
- 黑钛铁钠矿（Freudenbergite）：德国古生物学家威廉·弗罗伊登伯格（Wilhelm Freudenberg）
- 红锰矿（Friedelite）：法国化学家、矿物学家夏尔·弗里德尔（Charles Friedel）
- 弗硫铋铅铜矿（Friedrichite）：奥地利地质学家奥特马·迈克尔·弗里德里希（Othmar Michael Friedrich）
- 斜方碲铁矿（Frohbergite）：加拿大德裔矿业地质学家马克斯·汉斯·弗罗赫伯格（Max Hans Frohberg）
- Fuchsite：德国矿物学家和化学家约翰·内波穆克·冯·福克斯（Johann Nepomuk von Fuchs）
- 硫铁铜矿（Fukuchilite）：日本地质学家福地信世（日语：福地信世）（Fukuchi Nobuyo）
- 柱辉锑铅矿（Fülöppite）：匈牙利律师、政治家、矿物收藏家和匈牙利国家博物馆赞助人贝拉·菲勒普（Bela Fülöpp）
- 傅氏磷铁石（Fupingqiuite）：中国科学院地球化学研究所研究员傅平秋，该矿物现归入黑磷锰钠石（Varulite）

## G
- 羟砷铁铅矿（Gabrielsonite）：瑞典矿物学家奥洛夫·埃里克·加布里埃尔森（瑞典语：Olof Gabrielson）（Olof Erik Gabrielson）
- Gadolinite系列：芬兰化学家、物理学家和矿物学家约翰·加多林（Johan Gadolin）
  - 硅铍铈矿（Gadolinite-(Ce)）、硅铍钇矿（Gadolinite-(Y)）
- Gagarinite系列：俄罗斯宇航员尤里·加加林（Yuri Gagarin）
  - 氟钙钠铈石（Gagarinite-(Ce)）、氟钙钠钇石（Gagarinite-(Y)）
- 羟硅锰镁石（Gageite）：美国化学家罗伯特·伯恩斯·盖奇（Robert Burns Gage）
- 锌尖晶石（Gahnite）：瑞典化学家约翰·戈特利布·甘恩（Johan Gottlieb Gahn）
- 斜方钠锆石（Gaidonnayite）：德裔美国晶体学家加布里埃尔·"加伊"·唐奈（英语：Gabrielle Donnay）（Gabrielle "Gai" Donnay）
- 磷铍锆钠石（Gainesite）：美国经济地质学家理查德·维纳布尔·盖恩斯（Richard Venable Gaines）
- 羟砷锌钙石（Gaitite）：加拿大矿物学家罗伯特·艾尔文·盖特（Robert Irwin Gait）
- 伽利略石（Galileiite）：著名意大利天体物理学家伽利略·伽利雷（Galileo Galilei）
- 加氟磷铝钙石（Galliskiite）：阿根廷矿物学家米格尔·安赫尔·加利斯基（Miguel Ángel Galliski）
- 硫锑铋铁矿（Garavellite）：意大利矿物学家、巴里大学教授卡罗·洛伦佐·加拉维利（Carlo Lorenzo Garavelli）
- 硅硼钠钡石（Garrelsite）：美国地球化学家罗伯特·米纳德·加瑞尔斯（英语：Robert Garrels）（Robert Minard Garrels）
- 葛特里石（Gartrellite）：澳大利亚矿物收藏家布莱尔·加特雷尔（Blair Gartrell）
- Gasparite系列：意大利矿物收藏家乔瓦尼·加斯帕里（Giovanni Gaspari）
  - 砷铈镧石（Gasparite-(Ce)）、Gasparite-(La)（意大利语：Gasparita-(La)）
- 盖特豪斯石（Gatehouseite）：澳大利亚晶体化学家布莱恩·迈克尔·肯尼思·卡明斯·盖特豪斯（Bryan Michael Kenneth Cummings Gatehouse）
- 碳硼锰钙石（Gaudefroyite）：法国教会人员和矿物学家克里斯托夫-莱昂·戈德弗鲁瓦（Christophe-Léon Gaudefroy）
- 硅锌钠石（Gaultite）：加拿大自然博物馆（英语：Canadian Museum of Nature）矿物学家罗伯特·A·高尔特（Robert A. Gault）
- Gauthierite：比利时地质工程师吉贝尔·约瑟夫·戈蒂埃（Gilbert Joseph Gauthier）
- 磷钠锰铁石（Gayite）：国立科尔多瓦大学矿物学教授赫伯·迪纳·加伊（Hebe Dina Gay）
- 针碳钠钙石（Gaylussite）：法国化学家和物理学家约瑟夫·路易·盖-吕萨克（Joseph Louis Gay-Lussac）
- 葛氯砷铅石（Gebhardite）：德国化学家格奥尔格·格布哈德（Georg Gebhard）
- 吉硫铜矿（Geerite）：该矿物的发现者美国人亚当·卡尔·吉尔（Adam Carl Geer）
- 盖硒铜矿（Geffroyite）：法国地质学家雅克·热弗鲁瓦（Jacques Geffroy）
- 钙铝黄长石（Gehlenite）：德国化学家阿道夫·费迪南德·盖伦（Adolph Ferdinand Gehlen）
- 水砷锰矿（Geigerite）：瑞士矿物学家和冶金学家托马斯·盖革（Thomas Geiger）
- 镁钛矿（Geikielite）：英国地质学家阿奇博尔德·盖基（Archibald Geikie）
- 四方锑铂矿（Genkinite）：苏联矿物学家亚历山大·德米特里耶维奇·根金（Aleksandr Dmitrievich Genkin）
- 锌日光榴石（Genthelvite）：宾夕法尼亚大学矿物学教授弗雷德里克·奥古斯都·根特（Fredrick Augustus Genth）
- 乔治赵石（Georgechaoite）：卡尔顿大学华裔矿物学教授George Yanji Chao
- 水铬碘镁钙钠石（George-ericksenite）：美国地质调查局地质学家乔治·E·埃里克森（George E. Ericksen）
- 水羟碳铜石（Georgeite）：西澳大利亚州政府化学实验室矿物部门前任主管乔治·赫伯特·佩恩（George Herbert Payne）
- Georgerobinsonite：密歇根理工大学矿物学教授乔治·威拉德·罗宾逊（George Willard Robinson）
- 氯砷铅石（Georgiadesite）：希腊拉夫里奥矿山总监乔治斯·乔治亚迪斯（Georges Georgiadès）
- 钛铌锰石（Gerasimovskite）：苏联地质学家瓦西里·伊万诺维奇·格拉西莫夫斯基（俄语：Герасимовский, Василий Иванович）（Vasiliy Ivanovich Gerasimovskiy）
- 砷锌铝石（Gerdtremmelite）：德国楚梅布矿物收藏家和专家格德·特雷梅尔（Gerd Tremmel）
- 硅钙钇石（Gerenite-(Y)）：加拿大地质学家理查德·格伦（Richard Geren）
- 铜硝石（Gerhardtite）：阿尔萨斯化学家夏尔·弗雷德里克·格哈特（Charles Frédéric Gerhardt）
- 辉砷镍矿（Gersdorffite）：奥地利采矿专家和斯拉德明镍矿所有者约翰·鲁道夫·里特·冯·格斯多夫（Johann Rudolf Ritter von Gersdorff）
- 红硫锑砷钠矿（Gerstleyite）：詹姆斯·麦克·格斯特利（James Mack Gerstley）
- 硅锌镁锰石（Gerstmannite）：美国矿物收藏家埃瓦尔德·格斯特曼（Ewald Gerstmann）
- 锑铂矿（Geversite）：南非地质学家特劳戈特·威廉·盖弗斯（Traugott Wilhelm Gevers）
- 三水铝石（Gibbsite）：美国矿物学家乔治·吉布斯（英语：George Gibbs (mineralogist)）（George Gibbs）
- 硅铁钡矿（Gillespite）：该矿物德发现者美国人理查森的弗兰克·吉莱斯皮（Frank Gillespie of Richardson）
- 三斜光线石（Gilmarite）：尼斯大学矿物学家吉贝尔·马里（Gilbert Mari）
- 水硼钙石（Ginorite）：特雷维尼亚诺亲王、商人和政治家皮耶罗·吉诺里·孔蒂（Piero Ginori Conti）
- 砷硒黝铜矿（Giraudite-(Zn)）：地质与矿业研究局（英语：Bureau de Recherches Géologiques et Minières）研究员罗热·吉罗（Roger Giraud）
- Gismondine系列：意大利矿物学家卡罗·朱塞佩·吉斯蒙迪（Carlo Giuseppe Gismondi）
  - 水钙沸石（Gismondine-Ca）、Gismondine-Sr
- 久硅铝钠石（Giuseppettite）：帕维亚大学矿物学教授朱塞佩·朱塞佩蒂（Giuseppe Giuseppetti）
- Ghoseite：华盛顿大学矿物物理学教授苏布拉塔·高斯（Subrata Ghose）
  - Ferri-ghoseite
- 硅锆钙石（Gittinsite）：多伦多大学岩石学家和教授约翰·吉廷斯（John Gittins）
- 钙芒硝（Glauberite）：德国与荷兰的炼金术士、化学家约翰·鲁道夫·格劳勃（Johann Rudolf Glauber）
  - 水钙芒硝（Hydroglauberite）
- Gmelinite：德国化学家克里斯蒂安·戈特洛布·格梅林（英语：Christian Gmelin）（Christian Gottlob Gmelin）
  - Gmelinite-Ca（意大利语：Gmelinite-Ca）、Gmelinite-K（意大利语：Gmelinite-K）、钠菱沸石（Gmelinite-Na）
- 斜方硫镍矿（Godlevskite）：俄罗斯经济地质学家米哈伊尔·尼古拉耶维奇·戈德列夫斯基（俄语：Годлевский, Михаил Николаевич）（Mikhail Nikolaevich Godlevskiy）
- 针铁矿（Goethite）：德国博学者约翰·沃尔夫冈·冯·歌德（Johann Wolfgang von Goethe）
- 柱钾铁矾（Goldichite）：美国矿物学家塞缪尔·斯蒂芬·戈尔迪奇（Samuel Stephen Goldich）
- 钙钒榴石（Goldmanite）：美国地质调查局沉积岩石学家马库斯·艾萨克·戈德曼（Marcus Isaac Goldman）
- 纤沸石（Gonnardite）：法国矿物学家费迪南德·皮埃尔·约瑟夫·贡纳德（Ferdinand-Pierre-Joseph Gonnard）
- 磷钡铝石（Gorceixite）：巴黎高等矿业学院教授克洛德-亨利·戈尔塞（Claude-Henri Gorceix）
- 磷镁铝石（Gordonite）：美国矿物学家塞缪尔·乔治·戈登（Samuel George Gordon）
  - 磷锰铝石（Mangangordonite）
- 哥磷铁铝石（Gormanite）：加拿大勘探矿物学家唐纳德·赫伯特·戈尔曼（Donald Herbert Gorman）
- 戈塔迪石（Gottardiite）：摩德纳大学教授格劳科·戈塔迪（Glauco Gottardi）
- 氟硅钙钛矿（Götzenite）：德国探险家古斯塔夫·阿道夫·冯·格岑（Gustav Adolf von Götzen）
- 三水砷铝铜石（Goudeyite）：美国经济地质学家哈特菲尔德·古迪（Hatfield Goudey）
- 戈硼钙石（Gowerite）：美国硼砂和化合物公司采矿经理哈里森·普雷斯顿·高尔（Harrison Preston Gower）
- 硅硼镁铝矿（Grandidierite）：法国博物学家阿尔弗雷德·格兰迪迪埃（Alfred Grandidier）
- 格碳钠石（Gregoryite）：英国地质学家和作家约翰·沃尔特·格雷戈里（John Walter Gregory）
- 硫复铁矿（Greigite）：加拿大裔美国矿物学家和物理化学家约瑟夫·威尔逊·格雷格（英语：Joseph W. Greig）（Joseph Wilson Greig）
- 磷钠钙锰石（Groatite）：不列颠哥伦比亚大学矿物学教授李·A·格罗特（Lee A. Groat）
- 陨铝钙石（Grossite）：以色列矿物学家和地质学家舒拉米特·格罗斯（Shulamit Gross）
- 格硫锑铅矿（Guettardite）：法国博物学家让-艾蒂安·盖塔尔（Jean-Étienne Guettard）
- 砷铁钛矿（Graeserite）：巴塞尔大学矿物学-岩石学研究所教授斯特凡·格雷泽（Stefan Graeser）
- 细硫砷铅矿（Gratonite）：路易斯·卡里尔·格拉顿（英语：美国地质学家和化学家Louis Caryl Graton）（Louis Caryl Graton）
- 格磷铁石（Grattarolaite）：佛罗伦萨大学矿物学教授朱塞佩·格拉塔罗拉（Giuseppe Grattarola）
- 卤硫汞矿（Grechishchevite）：俄罗斯地质学家奥列格·康斯坦丁诺维奇·格列奇谢夫（Oleg Konstantinovich Grechishchev）
- 硫镉矿（Greenockite）：第二代卡思卡特伯爵查尔斯·卡思卡特（英语：Charles Cathcart, 2nd Earl Cathcart），号称格里诺克勋爵（Lord Greenock）
- 葛氟锂石（Griceite）：加拿大矿物学家和晶体学家乔尔·丹尼森·格赖斯（Joel Denison Grice）
- 三方羟铬矿（Grimaldiite）：美国地质调查局前首席化学家弗兰克·萨维里奥·格里马尔迪（Frank Saverio Grimaldi）
- 斜方水锰矿（Groutite）：美国岩石学家弗兰克·菲奇·格劳特（Frank Fitch Grout）
- 铁闪石（Grunerite）：瑞士裔法国化学家伊曼纽尔-路易·格鲁纳（Emmanuel-Louis Gruner）
- 瓜里诺石（Guarinoite）：法国矿物收藏家安德烈·瓜里诺（André Guarino）
- 顾硫锑汞铜矿（Gruzdevite）：俄罗斯矿物学家维亚切斯拉夫·谢尔盖耶维奇·格鲁兹杰夫（Vyacheslav Sergeyevich Gruzdev）
- 格水砷钙石（Guérinite）：巴黎南方大学化学家亨利·盖兰（Henri Guérin）
- 四水铜铁矾（Guildite）：亚利桑那大学教授弗朗克·尼尔森·吉尔德（Frank Nelson Guild）
- 水磷铍锌石（Guimarãesite）：巴西矿物学家贾尔马·吉马良斯（Djalma Guimarães）
- Gunterite：美国矿物学家米奇·尤金·甘特（Mickey Eugene Gunter）
- 水锌矾（Gunningite）：加拿大地质学家和学者亨利·塞西尔·冈宁（英语：Henry C. Gunning）（Henry Cecil Gunning）
- 辉铋银铅矿（Gustavite）：丹麦化学工程师古斯塔夫·阿道夫·哈格曼（Gustav Adolph Hageman）
- Gysinite系列：日内瓦大学矿物学教授马塞尔·吉森（Marcel Gysin）
  - Gysinite-(Ce)、碳铅镧矿（Gysinite-(La)）、碳铅钕石（Gysinite-(Nd)）

## H
- 叠镁硫镍矿（Haapalaite）：芬兰地质学家帕沃·哈帕拉（Paavo Haapala）
- 哈格蒂矿（Haggertyite）：美国地球物理学家斯蒂芬·E·哈格蒂（Stephen E. Haggerty）
- 三羟钒石（Häggite）：瑞典化学家和晶体学家古纳尔·霍格（Gunnar Hägg）
- 砷钙石（Haidingerite）：奥地利矿物学家威廉·卡尔·里特·冯·海丁格（Wilhelm Karl Ritter von Haidinger）
- 硒黝铜矿系列（Hakite）：捷克地质学家和矿物学家雅罗斯拉夫·哈克（Jaroslav Hak）
  - Hakite-(Cd)、Hakite-(Hg)、Hakite-(Fe)、Hakite-(Zn)
- 三斜砷铅铀矿（Hallimondite）：英国矿物学家阿瑟·弗朗西斯·哈利蒙德（Arthur Francis Hallimond）
- 硼铍石（Hambergite）：瑞典矿物学家阿克塞尔·汉伯格（Axel Hamberg）
- 氯汞矿（Hanawaltite）：美国X射线晶体学家约瑟夫·唐纳德·哈纳瓦特（Joseph Donald Hanawalt）
- 铅黝帘石（Hancockite）：美国风景画家埃尔伍德·P·汉考克（Elwood P. Hancock）
- 碳钾钠矾（Hanksite）：美国矿物学家亨利·加伯·汉克斯（Henry Garber Hanks）
- 哈普克石（Hapkeite）：美国行星科学家布鲁斯·哈普克（Bruce Hapke）
- 碳硼硅镁钙石（Harkerite）：英国岩石学家阿尔弗雷德·哈克（Alfred Harker）
- 哈里森石（Harrisonite）：加拿大地质学家詹姆斯·梅里特·哈里森（英语：James M. Harrison）（James Merritt Harrison）
- 硫锑铋镍矿（Hauchecornite）：法国胡格诺派出身的德国地质学家海因里希·兰伯特·威廉·奥舍科尔纳（英语：Wilhelm Hauchecorne）（Heinrich Lambert Wilhelm Hauchecorne）
  - 硫砷铋镍矿（Arsenohauchecornite）、硫双铋镍矿（Bismutohauchecornite）、硫碲铋镍矿（Tellurohauchecornite）
- 褐硫锰矿（Hauerite）：奥地利地质学家约瑟夫·里特·冯·豪尔（Joseph Ritter von Hauer）
- 黑锰矿（Hausmannite）：哥廷根大学矿物学教授弗里德里希·路德维希·豪斯曼（Friedrich Ludwig Hausmann）
- 方硫镉矿（Hawleyite）：加拿大矿物学家詹姆斯·埃德温·霍利（James Edwin Hawley）
- 钡钛铁铬矿（Hawthorneite）：南非戴比尔斯联合矿山前首席地质学家约翰·巴里·霍桑（John Barry Hawthorne）
- 水磷钠钾镁石（Hazenite）：卡内基科学研究所的罗伯特·米勒·哈森（英语：Robert Hazen）（Robert Miller Hazen）
- 氟铈镧石（Håleniusite-(La)）：瑞典自然历史博物馆矿物学部主任乌尔夫·霍莱尼乌斯（Ulf Hålenius）
- 硫砷铊银铅矿（Hatchite）：英国采矿工程师和地质学家弗雷德里克·亨利·哈奇（Frederick Henry Hatch）
- 羟碳铁镁锌矾（Hauckite）：美国矿物收藏家理查德·菲利普·豪克（Richard Philip Hauck）
- 蓝方石（Haüyne）：法国矿物学家勒内·朱斯特·阿维（René Just Haüy）
- 斜方硫铁铜矿（Haycockite）：加拿大矿物学家莫里斯·霍尔·海考克（Maurice Hall Haycock）
- 钙铁辉石（Hedenbergite）：瑞典矿物学家安德斯·路德维希·赫登伯格（Anders Ludvig Hedenberg）
- 氯硫硼钠钙石（Heidornite）：卡尔·德尔曼采矿和土木工程公司高级石油地质师弗里茨·汉斯·奥托·海多恩（Fritz Hans Otto Heidorn）
- 钡砷铀云母（Heinrichite）：美国矿物学家艾伯哈特·威廉·海因里希（Eberhardt William Heinrich）
  - 变钡砷铀云母（Metaheinrichite）
- 海特曼石（Hejtmanite）：查理大学岩石学教授博胡斯拉夫·海特曼（Bohuslav Hejtman）
- Hellandite系列：奥斯陆大学地质学和地理学教授阿蒙德·西奥多·海兰（英语：Amund Helland）（Amund Theodor Helland）
  - Hellandite-(Ce)（意大利语：Hellandite-(Ce)）、硼硅钇钙石（Hellandite-(Y)）、Hellandite-(Yb)
- 水砷锌铅石（Helmutwinklerite）：德国晶体学家和实验岩石学家赫尔穆特·古斯塔夫·弗朗茨·温克勒（英语：Helmut Winkler）（Helmut Gustav Franz Winkler）
- 复钒钙石（Hendersonite）：史密森学会陨石馆馆长爱德华·波特·亨德森（Edward Porter Henderson）
- 锌云母（Hendricksite）：美国农学家斯特林·布朗·亨德里克斯（英语：Sterling B. Hendricks）（Sterling Brown Hendricks）
- 碳磷钙镁石（Heneuite）：奥斯陆大学矿物地质博物馆教授亨里克·诺伊曼（Henrich Neumann）
- 羟硼铜钙石（Henmilite）：日本地球科学家逸见吉之助（日语：逸見吉之助）（Henmi Kichinosuke）
- 亨诺马丁石（Hennomartinite）：德国地质学家亨诺·马丁（Henno Martin）
- 水钙锰榴石（Henritermierite）：法国地质学家亨利·弗朗索瓦·埃米尔·泰尔米埃（英语：Henri Termier）（Henri François Émile Termier）
- 碲银铜矿（Henryite）：剑桥大学矿物学家和矿石显微镜学家诺曼·福代斯·麦凯伦·亨利（Norman Fordyce McKerron Henry）
- 亨利迈耶矿（Henrymeyerite）：普渡大学教授亨利·奥斯滕瓦尔德·阿尔贝金·迈耶（Henry Oostenwald Albetjin Meyer）
- 氯羟锌铜石（Herbertsmithite）：英国矿物学家乔治·弗雷德里克·赫伯特·史密斯（英语：Herbert Smith (mineralogist)）（George Frederick Herbert Smith）
- 磷铍钙石（Herderite）：弗莱贝格矿业官员西格蒙德·奥古斯特·沃尔夫冈·冯·赫尔德（英语：August von Herder）（Siegmund August Wolfgang von Herder）
- 赫磷钙铜石（Hermannroseite）：汉堡大学矿物学研究所所长赫尔曼·罗斯（Hermann Rose）
- 硫锡矿（Herzenbergite）：拉脱维亚德裔化学家罗伯托·赫尔岑伯格（Roberto Herzenberg）
- 碲银矿（Hessite）：瑞士裔俄罗斯化学家热尔曼·昂利·爱丝（Germain Henri Hess）
- 钒铁铅矿（Heyite）：麦克斯·哈钦森·黑（Max Hutchinson Hey）
- 片沸石系列（Heulandite）：英国矿物收藏家约翰·亨利·霍伊兰（英语：Henry Heuland）（John Henry Heuland）
  - 钡片沸石（Heulandite-Ba）钙片沸石（Heulandite-Ca）、钾片沸石（Heulandite-K）、钠片沸石（Heulandite-Na）、锶片沸石（Heulandite-Sr）
- 针钒钙石（Hewettite）：美国地质学和矿物学唐纳尔·福斯特·休伊特（Donnel Foster Hewett）
  - 变针钒钙石（Metahewettite）
- 富硫铋铅矿（Heyrovskýite）：查理大学化学教授雅罗斯拉夫·海罗夫斯基（Jaroslav Heyrovský）
- 何作霖石（Hezuolinite）：中国矿物学家何作霖
- 黑铝钙石（Hibonite）：马达加斯加的法国探矿者保罗·伊邦（Paul Hibon）
- 水钙铝榴石（Hibschite）：杰钦农业科学院地质学家约瑟夫·伊曼纽尔·希布希（Josef Emanuel Hibsch）
- 翠绿锂辉石（Hiddenite）：美国地质学家威廉·厄尔·希登（William Earl Hidden）
- 氯羟硼钙石（Hilgardite）：德裔美国地质学家尤金·沃尔德马·希尔加德（英语：Eugene W. Hilgard）（Eugene Woldemar Hilgard）
- 针硅钙石（Hillebrandite）：美国化学家威廉·弗朗西斯·希勒布兰德（William Francis Hillebrand）
- 水磷锌钙石（Hillite）：矿物学家和CSIRO管理员罗德里克·J·希尔（Roderick J. Hill）
- 希硅锆钠钙石（Hiortdahlite）：挪威化学家和矿物学家索尔斯坦·哈拉格·希奥特达尔（英语：Thorstein Hiortdahl）（Thorstein Hallager Hiortdahl）
- 水硅铁石（Hisingerite）：瑞典化学家和矿物学家威廉·希辛格（Wilhelm Hisinger）
- 银黄锡矿（Hocartite）：巴黎大学矿物学教授雷蒙德·霍卡特（Raymond Hocart）
- 硅锰锌矿（Hodgkinsonite）：富兰克林矿（英语：Franklin Furnace）地下助理总监哈罗德·豪·霍奇金森（Harold Howe Hodgkinson）
- 烟晶石（Hoelite）：挪威地质学家阿道夫·赫尔（Adolf Hoel）
- 黑铝镁铁矿（荷兰语：Högbomitt）系列（Högbomite）：瑞典地质学家阿尔维德·古斯塔夫·赫格博姆（英语：Arvid Högbom）（Arvid Gustaf Högbom）
  - 富铁黑铝镁铁矿（意大利语：Ferrohögbomite-2N2S）（ferrohögbomite-2N2S）、Magnesiohögbomite-2N2S（意大利语：Magnesiohögbomite-2N2S）、Magnesiohögbomite-2N3S（意大利语：Magnesiohögbomite-2N3S）、Magnesiohögbomite-2N4S、Magnesiohögbomite-6N6S（意大利语：Magnesiohögbomite-6N6S）、Magnesiohögbomite-6N12S、Zincohögbomite-2N2S（意大利语：Zincohögbomite-2N2S）、Zincohögbomite-2N6S
- 羟水铁矾（Hohmannite）：智利采矿工程师托马斯·霍曼（Thomas Hohmann）
- 霍尔达维石（Holdawayite）：南方卫理公会大学岩石学教授迈克尔·乔恩·霍尔达韦（Michael Jon Holdaway）
- 红砷锌锰矿（Holdenite）：美国采矿工程师阿尔伯特·费尔柴尔德·霍尔登（Albert Fairchild Holden）
- 锰钡矿（Hollandite）：英国地质学家托马斯·亨利·霍兰德（Thomas Henry Holland）
- 硫砷铑矿（Hollingworthite）：英国地质学家兼伦敦大学学院地质学教授西德尼·尤尔特·霍林沃斯（Sidney Ewart Hollingworth）
- 锂闪石（Holmquistite）：瑞典岩石学家佩尔·约翰·霍姆奎斯特（瑞典语：Per Holmquist）（Per Johan Holmquist）
  - Clino-ferri-holmquistite、斜铁锂闪石（Clinoferroholmquistite）、斜锂闪石（Clino-holmquistite）、Ferro-ferri-holmquistite、Ferro-holmquistite
- 锑线石（Holtite）：澳大利亚总理哈罗德·霍尔特（Harold Holt）
- 铁镍矾（Honessite）：宾夕法尼亚州立大学矿物工业学院矿物学教授阿瑟·法老·霍尼斯（Arthur Pharaoh Honess）
- 氟碳钠钇矿（Horváthite-(Y)）：矿物收藏家拉斯洛·霍瓦特（László Horváth）和埃尔萨·霍瓦特（Elsa Horváth）夫妇
  - 水铁镍矾（Hydrohonessite）
- 钒钠铜铁矿（Howardevansite）：美国地质调查局地质学家霍华德·塔斯克·埃文斯（Howard Tasker Evans）
- 硅铁锰钠石（Howieite）：伦敦大学国王学院岩石学家和矿物学家罗伯特·安德鲁·豪伊（英语：Robert A. Howie）（Robert Andrew Howie）
- 羟硅硼钙石（Howlite）：加拿大化学家、矿物学家亨利·豪（Henry How）
- 黄钙铝矾（Huangite）：中国矿物学家黄蕴慧
- 钨锰矿（Hübnerite）：德国矿物学家阿道夫·许布纳（Adolf Hübner）
- 砷铅铀矿（Hügelite）：奥地利裔英国神学家弗里德里希·冯·许格尔（Friedrich von Hügel）
- 黑硼锡铁矿（Hulsite）：美国地质调查局阿拉斯加首席地质学家阿尔弗雷德·赫尔斯·布鲁克斯（Alfred Hulse Brooks）
  - 硼锡铝镁石（Aluminomagnesiohulsite）、黑硼锡镁矿（Magnesiohulsite）
- 水硝碱镁矾（Humberstonite）：英国化学家詹姆斯·托马斯·亨伯斯通（James Thomas Humberstone）
- 硅镁石（Humite）：英国花艺家第二代从男爵亚伯拉罕·休姆爵士（Sir Abraham Hume, 2nd Baronet）
- 章氏硼镁石（Hungchaoite）：中国地质学家章鸿钊
- 磷钙铍石（Hurlbutite）：美国矿物学家科尼利厄斯·塞尔·赫尔布特（Cornelius Searle Hurlbut）
  - 磷锶铍石（Strontiohurlbutite）
- 硫砷铊铅矿（Hutchinsonite）：加英国矿物学家阿瑟·哈钦森（英语：Arthur Hutchinson (mineralogist)）（Arthur Hutchinson）
- 斜钍石（Huttonite）：新西兰裔美国矿物学家科林·奥斯本·赫顿（Colin Osborne Hutton）
- 水磷镁钠石（Hylbrownite）：南澳大利亚州政府地质学家亨利·约克·莱尔·布朗（Henry Yorke Lyell Brown）

## I
- 水氟磷钙铝石（Iangreyite）：前CSIRO矿业公司首席研究科学家伊恩·爱德华·格雷（Ian Edward Grey）
- 羟硅钇石（Iimoriite-(Y)）：日本化学家、矿物学家饭盛里安（日语：Satoyasu Iimori）（Iimori Satoyasu）和饭盛武夫（日语：飯盛武夫）（Iimori Takeo）父子
- 四水锰矾（Ilesite）：美国冶金学家马尔文·韦尔斯·伊莱斯（Malvern Wells Iles）
- 蓝钼矿（Ilsemannite）：克劳斯塔尔矿业专员约翰·克里斯托夫·伊尔斯曼（Johann Christoph Ilsemann）
- 氯硫溴银汞矿（Iltisite）：法国业余矿物收藏家安托万·伊尔蒂斯（Antoine Iltis）
- 硫砷铜铊矿（Imhofite）：瑞士专业矿物收藏家约瑟夫·伊姆霍夫（Joseph Imhof）
- 殷格生矿（Ingersonite）：美国地球化学家弗雷德·厄尔·英格森（Fred Earl Ingerson）
- 羟锗铅矾（Itoite）：日本矿物学家、晶体学家伊藤贞市（日语：伊藤貞市）（Ito Teiichi）

## J
- 羟硼铜石（Jacquesdietrichite）：法国地质学家雅克·埃米尔·迪耶特里克（Jacques Emile Dietrich）
- 佳羟硅钙石（Jaffeite）：美国地质学家和矿物学家霍华德·威廉·贾菲（英语：Howard W. Jaffe）（Howard William Jaffe）
- Jahnsite系列（Jahnsite）：美国矿物学家理查德·亨利·扬斯（Richard Henry Jahns）
  - 磷铁锰钙石（Jahnsite-(CaMnFe)）、磷铁镁锰钙石（Jahnsite-(CaMnMg)）、磷锰锰钙石（磷锰锰钙石）、磷铁富锰石（Jahnsite-(MnMnMn)）、磷高铁镁钠石（Jahnsite-(NaFeMg)）、
- 水羟镍矿（Jamborite）：加拿大地质学家和矿物学家约翰·莱斯利·詹博尔（John Leslie Jambor）
- 砷铁铅锌石（Jamesite）：美国采矿工程师克里斯托弗·詹姆斯（Christopher James）
- 脆硫锑铅矿（Jamesonite）：英国博物学家和矿物学家罗伯特·詹姆森（Robert Jameson）
  - 副脆硫锑铅矿（Parajamesonite）
- 硅钛锰钠石（Janhaugite）：挪威牙医、业余矿物学家扬·海于格（Jan Haug）
- 加羟砷锰石（Jarosewichite）：美国化学家尤金·雅罗斯维奇（Eugene Jarosewich）
- 硫锑铋铜矿（Jaskólskiite）：波兰矿物学家斯坦尼斯瓦夫·雅斯科尔斯基（俄语：Яскульский, Станислав）（Stanisław Jaskólski）
- 约硫硅钙石（Jasmundite）：德国矿物学家卡尔·亚斯蒙德（Karl Jasmund）
- 津羟锡铁矿（Jeanbandyite）：该矿物藏品的捐赠者美国人简·A·班迪（Jean A. Bandy）
- 铌钽铁矿（Jedwabite）：法语布鲁塞尔自由大学教授雅克·热德瓦布（Jacques Jedwab）
- 羟硅钠钙石（Jennite）：密苏里大学地质博物馆馆长克拉伦斯·马文·珍妮（Clarence Marvin Jenni）
- 詹硫砷锑铅铊矿（Jentschite）：宾恩集团的头目和伦根巴赫矿物的收藏家弗朗茨·延奇（Franz Jentsch）
- 钾钛石（Jeppeite）：澳大利亚地质学家约翰·弗雷德里克·比卡德·杰佩（John Frederik Biccard Jeppe）
- 硼铝石（Jeremejevite）：俄罗斯矿物学家帕维尔·弗拉基米罗维奇·叶列梅耶夫（俄语：Еремеев, Павел Владимирович）（Pavel Vladimirovich Yeremeyev）
- 羟硅锰石（Jerrygibbsite）：杰拉德·“杰里”·V·吉布斯（Gerald "Jerry" V. Gibbs）
- 钪霓辉石（Jervisite）：英国归化意大利的地质学家兼都灵意大利皇家工业博物馆馆长威廉·佩吉特·杰维斯（意大利语：Guglielmo Jervis (geologo)）（William Paget Jervis）
- 锰硼石（Jimboite）：日本矿物学家神保小虎（日语：神保小虎）（Jinbo Kotora）
- 镁川石（Jimthompsonite）：美国矿物学家小詹姆斯·伯利·汤普森（英语：James B. Thompson Jr.）（James Burleigh Thompson Jr.）
  - 斜镁川石（Clinojimthompsonite）
- 铅铍闪石（Joesmithite）：芝加哥大学矿物学家和岩石学家约瑟夫·"乔"·维克多·史密斯（Joseph "Joe" Victor Smith）
- 铜铀矾（Johannite）：施蒂里亚州博物馆创建者奥地利的约翰大公（Archduke Johann of Austria）
- 钙锰辉石（Johannsenite）：芝加哥大学教授和岩石学家阿尔伯特·约翰逊（Albert Johannsen）
- 砷铜镁钠石（Johillerite）：德国矿物学家约翰内斯-埃里希·希勒（Johannes-Erich Hiller）
- 羟砷钙石（Johnbaumite）：美国地质学家和矿物学家约翰·利奇·鲍姆（John Leach Baum）
- 砷硅钠镁锰石（Johninnesite）：楚梅布公司和联邦科学与工业研究组织（CSIRO）的矿物学家约翰·英尼斯（John Innes）
- 磷铁镁钙钠石（Johnsomervilleite）：该矿物样品捐赠者英国人约翰·M·萨默维尔（John M. Somerville）
- 磷铌锰钾石（Johnwalkite）：美国矿物制备者理查德·约翰逊（Richard Johnson）和弗兰克·沃卡普（Frank Walkup）
- 碳铀矿（Joliotite）：法国物理学家弗雷德里克·约里奥-居里（Frédéric Joliot-Curie）和伊雷娜·约里奥-居里（Irène Joliot-Curie）夫妇
- 硒砷镍矿（Jolliffeite）：加拿大地质学家阿尔弗雷德·沃尔顿·乔利夫（Alfred Walton Jolliffe）
- 硅钛钡钾石（Jonesite）：太平洋大学化学教授弗朗西斯·塔克·琼斯（Francis Tucker Jones）
- 氧磷锰矿（Joosteite）：纳米比亚卡里比布的夏洛特·朱斯特（Charlotte Jooste）
- 约硫砷铅矿（Jordanite）：德国医师赫尔曼·约旦（Hermann Jordan）
- 胶硫钼矿（Jordisite）：德国胶体化学家爱德华·弗里德里希·亚历山大·约迪斯（Eduard Friedrich Alexander Jordis）
- 硫碳钙锰石（Jouravskite）：摩洛哥地质调查局首席地质师波兰人乔治斯·约拉夫斯基（Georges Jouravsky）
- 碳钠铜石（Juangodoyite）：查纳西约银矿的发现者胡安·戈多伊（Juan Godoy）
- 水羟砷铋铜石（Juanitaite）：美国业余矿物学家胡安妮塔·A·柯蒂斯（Juanita A. Curtis）
- Julgoldite系列：美国矿物学家和地球化学家朱利安·罗伊斯·戈德史密斯（英语：Julian Goldsmith）（Julian Royce Goldsmith）
  - 复铁绿纤石（Julgoldite-(Fe2+)）、Julgoldite-(Fe3+)（意大利语：Julgoldite-(Fe3+)）、Julgoldite-(Mg)
- 水硅锌钙石（Junitoite）：芝加哥大学日裔矿物学家和晶体学家伊藤顺（Ito Jun）
- 斜铝矾（Jurbanite）：美国矿物收藏家约瑟夫·约翰·乌尔班（Joseph John Urban）

## L
- 玲根石（Lingunite）：曾在澳大利亚国立大学工作随后在国立台湾大学工作的矿物学家刘玲根
- 李璞硅锰矿（Lipuite）：中国地球化学家和岩石学家李璞
- 李时珍石（Lishizhenite）：中国著名药理学家、博物学家李时珍
- 栾锂云母（Luanshiweiite）：成都科技学院地质学教授栾世伟
- 罗氏铁矿（Luogufengite）：中国矿物学家罗谷风

## M
- 莫水硅钙钡石（Macdonaldite）：美国火山学家戈登·安德鲁·麦克唐纳（英语：Gordon A. Macdonald）（Gordon Andrew Macdonald）
- 九水砷钙石（Machatschkiite）：菲利克斯·卡尔·路德维希·马哈奇基（Felix Karl Ludwig Machatschki）
- 镁铁榴石（Majorite）：美国矿物学家艾伦·梅杰（Alan Major）
- 水磷铁锆石（Malhmoodite）：多年担任美国地质调查局分析实验室分部行政助理的伯莎·K·马尔穆德（Bertha K. Malhmood）
- 水硒铁石（Mandarinoite）：美籍加拿大矿物学家约瑟夫·安东尼·曼达里诺（英语：Joseph A. Mandarino）（Joseph Anthony Mandarino）
  - Telluromandarinoite
- 磷铁钠石（英语：Maricite）（Marićite）：萨格勒布大学矿物学教授卢卡·马里奇（Luka Marić）
- 铵矾（Mascagnite）：意大利医生和解剖学家保罗·马斯卡尼（Paolo Mascagni）
- Mathesiusite：德国部长和路德教改革家约翰内斯·马特修斯（Johannes Mathesius）
- Mckelveyite系列：美国地质学家文森特·埃利斯·麦凯尔维（Vincent Ellis McKelvey）
  - Mckelveyite-(Nd)（意大利语：Mckelveyite-(Nd)）、碳钇钡石（Mckelveyite-(Y)）
- Mendeleevite系列：俄罗斯化学家德米特里·伊万诺维奇·门捷列夫（Dmitriy Ivanovich Mendeleyev）
  - Mendeleevite-(Ce)、Mendeleevite-(Nd)
- Menzerite-(Y)：德国晶体学家格奥尔格·门策尔（Georg Menzer）
- 孟宪民石（Mengxianminite）：中国矿床学家孟宪民
- 三斜硼钙石（Meyerhofferite）：德国化学家威廉·迈尔霍费尔（Wilhelm Meyerhoffer）
- Meyrowitzite：美国分析化学家罗伯特梅罗维茨（Robert Meyrowitz）
- 针镍矿（Millerite）：英国矿物学家威廉·哈洛斯·米勒（William Hallowes Miller）
- 紫铁铝矾（Millosevichite）：意大利矿物学家费德里科·米洛塞维奇（Federico Millosevich）
- 草酸铁钾石（Minguzzite）：帕维亚大学矿物学家卡洛·明古齐（Carlo Minguzzi）
- Moëloite：法国国家科学研究中心让·鲁克塞尔材料研究所、南特大学矿物学家伊夫·莫埃洛（Yves Moëlo）
- 碳硅石（Moissanite）：法国化学家亨利·莫瓦桑（Henri Moissan）
- 钙镁橄榄石（Monticellite）：意大利矿物学家泰奥多罗·蒙蒂切利（Teodoro Monticelli）
- 摩根石（Morganite）：美国金融家约翰·皮尔庞特·摩根（John Pierpont Morgan）
- 黄氮汞矿（Mosesite）：哥伦比亚大学矿物学教授阿尔弗雷德·约瑟夫·摩西（Alfred Joseph Moses）
- 莫扎尔石（Mozartite）：音乐家沃尔夫冈·阿马德乌斯·莫扎特（Wolfgang Amadeus Mozart）
- 黑铅铜矿（Murdochite）：加州大学矿物学教授约瑟夫·默多克（Joseph Murdoch）

## N
- 氯硅钙铅矿（Nasonite）：美国采矿工程师和作家弗兰克·刘易斯·内森（Frank Lewis Nason）
- Nataliakulikite：俄罗斯矿物学家纳塔利娅·阿尔捷莫夫娜·库利克（Natalia Artyemovna Kulik）
- 氮硅石（Nierite）：美国物理学家阿尔弗雷德·奥托·卡尔·尼尔（英语：Alfred O. C. Nier）（Alfred Otto Carl Nier）
- 羟铝铁矾（Nikischerite）：美国矿物学家安东尼·J·尼基舍（Anthony J. Nikischer）
- 硫镁矿（Niningerite）：美国陨石学家哈维·哈洛·尼宁格（Harvey Harlow Nininger）
- 诺云母（Norrishite）：澳大利亚地质学家基思·诺里什（Keith Norrish）

## O
- 水硅钙石（Okenite）：德国博物学家洛伦茨·奥肯（Lorenz Oken）
- 陨硫钙石（Oldhamite）：印度地质调查局局长托马斯·奥尔德姆（Thomas Oldham）
- 陨氮钛石（Osbornite）：该矿物样品提供者乔治·奥斯本（George Osborne）

## P
- Pääkkönenite：芬兰地质学家韦科·佩克宁（Veikko Pääkkönen）
- 硅锡钡石（Pabstite）：加州大学矿物学教授阿道夫·帕布斯特（Adolf Pabst）
- 磷镁钠石（Panethite）：德国陨石学家和马克斯普朗克化学研究所所长弗里德里希·阿道夫·帕内特（Friedrich Adolph Paneth）
- 帕水硅铝钙石（Parthéite）：瑞士晶体学家埃尔温·帕尔泰（Erwin Parthé）
- Paulingite系列：加州理工学院化学教授莱纳斯·卡尔·鲍林（Linus Carl Pauling）
- 勃林沸石（Paulingite-Ca）、钾勃林沸石（Paulingite-K）、Paulingite-Na（意大利语：Paulingite-Na）
- Paulscherrerite：瑞士物理学家保罗·舍雷尔（Paul Scherrer）
- 彭志忠石（Pengzhizhongite）：中国矿物学家彭志忠，该矿物现归入Magnesionigerite
- 磷铝镁钡石（Penikisite）：加拿大探险家古纳尔·佩尼基斯（Gunar Penikis）
- 磷硅铝钙石（Perhamite）：美国地质学家和伟晶岩矿工弗兰克·克罗伊登·佩勒姆（Frank Croydon Perham）
- 氯氧铋铅矿（Perite）：瑞典地质学家佩尔·阿道夫·耶耶尔（英语：Per Geijer）（Per Adolf Geijer）
- 钙钛矿（Perovskite）：俄罗斯矿物学家列夫·阿列克谢耶维奇·佩罗夫斯基（Lev Alekseyevich Perovski）
- 氯硫银汞矿（Perroudite）：伏尔泰学院教授皮埃尔·佩鲁（Pierre Perroud）
- 硅磷镍矿（Perryite）：美国报纸出版商和陨石权威斯图尔特·霍夫曼·佩里（Stuart Hoffman Perry）
- 碲金银矿（Petzite）：匈牙利药剂师、化学家卡尔·威廉·佩茨（Karl Wilhelm Petz）
- 铯绿柱石（Pezzottaite）：意大利地质学家和矿物学家费德里科·佩佐塔（Federico Pezzotta）
- Phillipsite系列：一个矿物学家和地质学家威廉·菲利普斯（英语：William Phillips (geologist)）（William Phillips）
  - 钙十字沸石（Phillipsite-Ca）、钾十字沸石（Phillipsite-K）、钠十字沸石（Phillipsite-Na）
- 葡萄石（Prehnite）：荷兰总督上校亨德里克·冯·普雷恩（Hendrik von Prehn）
- Priscillagrewite-(Y)：美国地质学家普里西拉·克罗斯威尔·帕金斯·格鲁（Priscilla Croswell Perkins Grew）
- 淡红银矿（Proustite）：约瑟夫·路易·普鲁斯特（Joseph Louis Proust）
- Putnisite：德国矿物学家安德鲁·普特尼斯（Andrew Putnis）和克里斯汀·普特尼斯（Christine Putnis）

## Q
- 青松矿（Qingsongite）：中国地质科学院地质研究所研究员方青松
- 紫铁矾（Quenstedtite）：蒂宾根大学矿物学和地质学教授弗里德里希·奥古斯特·冯·昆施泰特（Friedrich August von Quenstedt）

## R
- Ramanite系列：钱德拉塞卡拉·文卡塔·拉曼（Chandrasekhara Venkata Raman）
  - Ramanite-(Cs)、Ramanite-(Rb)
- Rambergite：挪威裔瑞典地质学家汉斯·兰伯格（Hans Ramberg）
- 斜方砷镍矿（Rammelsbergite）：德国矿物学家卡尔·弗里德里希·奥古斯特·拉梅尔斯伯格（Karl Friedrich August Rammelsberg）
- 辉锑银铅矿（Ramdohrite）：海德堡大学矿物学家保罗·拉姆多尔（Paul Ramdohr）
- Raygrantite：梅萨社区学院地质学教授雷蒙德·W·格兰特（Raymond W. Grant）
- 海松酸石（Refikite）：土耳其记者雷菲克·贝（Refik Bey）
- 钠闪石（Riebeckite）：埃米尔·里贝克（Emil Riebeck）
- 尖晶橄榄石（Ringwoodite）：澳大利亚国立大学地质学教授阿尔弗雷德·爱德华·"泰德"·林伍德（英语：Ted Ringwood）（Alfred Edward "Ted" Ringwood）
- 磷铝铁锰石（Rittmannite）：瑞士火山学家阿尔弗雷德·里特曼（Alfred Rittmann）
- 罗氮铁矿（Roaldite）：丹麦电子显微探针专家罗尔德·诺巴赫·尼尔森（Roald Norbach Nielsen）
- 硫硅钙铅矿（Roeblingite）：美国矿物学会创始人华盛顿·奥古斯塔斯·罗布林（英语：Washington Roebling）（Washington Augustus Roebling）
- 罗镁大隅石（Roedderite）：美国地质学家埃德温·伍兹·罗德（Edwin Woods Roedder）
- 砷钴钙石（Roselite）：德国矿物学家古斯塔夫·罗斯（Gustav Rose）
- 锆针钠钙石（Rosenbuschite）：德国岩石学家卡尔·哈里·费尔迪南德·罗森布施（英语：Harry Rosenbusch）（Karl Harry Ferdinand Rosenbusch）
- 斜自然硫（Rosickýite）：马萨里克大学矿物学和岩石学研究所前所长沃伊捷赫·罗西茨基（Vojtĕch Rosický）
- 罗氏电气石（Rossmanite）：美国矿物学家乔治·R·罗斯曼（George R. Rossman）、
- 氟硅钇石（Rowlandite-(Y)）：美国物理学家亨利·奥古斯塔斯·罗兰（Henry Augustus Rowland）
  - Magnesiorowlandite-(Y)
- 钨铋矿（英语：Russellite (mineral)）（Russellite）：英国矿物学家阿瑟·爱德华·伊恩·蒙塔古·拉塞尔（Arthur Edward Ian Montagu Russell）
- 鲁硅钙石（Rustumite）：美国材料科学家拉斯特姆·罗伊（Rustum Roy）

## S
- 镁铀云母（Saléeite）：比利时矿物学家阿希尔·萨莱厄（Achille Salée）
  - 变镁铀云母（Metasaléeite）
- Samarskite系列：俄罗斯官员瓦西里·萨马尔斯基-贝霍韦茨（英语：Vassili Samarsky-Bykhovets）（Vasiliy Samarskiy-Bykhovets）
  - 铌钇矿（Samarskite-(Y)）、Samarskite-(Yb)
- 硅钡石（Sanbornite）：美国矿物学家富兰克林·本杰明·桑伯恩（Franklin Benjamin Sanborn）
- 六方羟磷铁石（Satterlyite）：加拿大矿物学家杰克·萨特利（Jack Satterly）
- 六方汞银矿（Schachnerite）：德国矿物学教授、亚琛工业大学名誉参议员多丽丝·沙赫纳（Doris Schachner）
  - 斜方汞银矿（Paraschachnerite）
- 白钨矿（Scheelite）：德国-瑞典药物化学家卡尔·威廉·舍勒（Carl Wilhelm Scheele）
- Scheuchzerite：苏黎世市初级医师约翰·雅各布·朔伊希策（Johann Jakob Scheuchzer）
- Schoenfliesite：法兰克福大学数学教授阿瑟·莫里茨·申夫利斯（Arthur Moritz Schoenflies）
- 柱铀矿（Schoepite）：根特大学矿物学教授阿尔弗雷德·舍普（Alfred Schoep）
  - 变柱铀矿（Metaschoepite）、副柱铀矿（Paraschoepite）
- 陨磷铁矿（Schreibersite）：奥地利博物学家卡尔·弗朗茨·安东·冯·施赖伯斯（英语：Carl Franz Anton Ritter von Schreibers）（Karl Franz Anton von Schreibers）
- 钒钛矿（Schreyerite）：德国矿物学家维尔纳·施赖尔（Werner Schreyer）
- Schröckingerite：奥地利政府官员尤利乌斯·冯·施罗金格·冯·诺伊登伯格（Julius von Schröckinger von Neudenberg）
- Scottyite：苹果公司首席执行官迈克尔·斯科特（英语：Michael Scott (Apple)）（Michael Scott）
- 磷硼锰石（Seamanite）：密歇根矿业技术学院地质学和矿物学教授阿瑟·埃德蒙·西曼（Arthur Edmund Seaman）
- 塞尼石（Segnitite）：澳大利亚地质学家埃德加·拉尔夫·塞格尼特（Edgar Ralph Segnit）
- 铁堇青石（Sekaninaite）：捷克矿物学家约瑟夫·塞卡尼纳（Josef Sekanina）
- 氟镁石（Sellaite）：意大利政治人物和矿物学家昆蒂诺·塞拉（Quintino Sella）
- 方锑矿（Senarmontite）：法国矿物学家、物理学家亨利·于罗·德塞纳蒙（Henri Hureau de Sénarmont）
- 钒铜铀矿（Sengierite）：比利时UMHK（英语：Union Minière du Haut-Katanga）董事埃德加·桑吉尔（Edgar Sengier）
- 钒赭石（Shcherbinaite）：苏联矿物学家弗拉基米尔·维塔利耶维奇·谢尔比纳（英语：Vladimir Shcherbina）（Vladimir Vital'yevich Shcherbina）
- Shulamitite：以色列矿物学家和地质学家舒拉米特·格罗斯（Shulamit Gross）
- 硅线石（Sillimanite）：美国化学家本杰明·西利曼（Benjamin Silliman）
- 西烃石（Simonellite）：博洛尼亚大学地质学家维托里奥·西蒙内利（Vittorio Simonelli）
- 羟钽铝石（Simpsonite）：澳大利亚矿物学家爱德华·西德尼·辛普森（Edward Sydney Simpson）
- 菱锌矿（Smithsonite）：英国化学家和矿物学家詹姆斯·史密森（James Smithson）
- 索硫锑铅矿（Sorbyite）：英国化学家和地质学家亨利·克利夫顿·索比（Henry Clifton Sorby）
- 锑锡铜矿（Sorosite）：美国金融家乔治·索罗斯（George Soros）
- 砷铂矿（Sperrylite）：美国化学家弗朗西斯·路易斯·斯佩里（Francis Louis Sperry）
- 磷镁钙矿（Stanfieldite）：美国慈善家斯坦利·菲尔德（Stanley Field）
- 斯硅钾钍钙石（Steacyite）：加拿大矿物学家哈罗德·罗伯特·斯泰西（Harold Robert Steacy）
- 磷硅稀土矿（Steenstrupina-(Ce)）：丹麦地质学家克努德·约翰内斯·沃格利乌斯·斯滕斯特鲁普（英语：K. J. V. Steenstrup）（Knud Johannes Vogelius Steenstrup）
  - 胶硅钍钙石（Thorosteenstrupine）
- 氟碳铝锶石（Stenonite）：丹麦医师尼古拉斯·斯坦诺（Nicolas Steno）
- 绿草酸钠石（Stepanovite）：俄罗斯地质学家帕维尔·伊万诺维奇·斯捷潘诺夫（俄语：Степанов, Павел Иванович）（Pavel Ivanovich Stepanov）
- 脆银矿（Stephanite）：奥地利的斯特凡（Archduke Stephen of Austria）
  - 硒脆银矿（Selenostephanite）
- 菱水碳铬镁石（Stichtite）：美国出生的澳大利亚矿长罗伯特·卡尔·施蒂希特（Robert Carl Sticht）
- 方硒锌矿（Stilleite）：德国矿物学家汉斯·施蒂勒（Hans Stille）
- 钨铅矿（Stolzite）：捷克医师和矿物收藏家约翰·安东·施托尔茨（Johann Anton Stolz）
- 斯水砷铜石（Strashimirite）：保加利亚岩石学家和矿物学家斯特拉希米尔·迪米特罗夫（Strashimir Dimitrov）
- 硫铜银矿（Stromeyerite）：德国化学家弗里德里希·施特罗迈尔（Friedrich Stromeyer）
- 施特伦茨石（Strunzite）：德国矿物学家卡尔·胡戈·施特伦茨（Karl Hugo Strunz）
  - 高铁施特伦茨石（Ferristrunzite）、亚铁施特伦茨石（Ferrostrunzite）
- 六方锑铂矿（Stumpflite）：奥地利矿物学教授欧根·弗里德里希·施通普夫尔（Eugen Friedrich Stumpfl）
- 硅三铁矿（Suessite）：美国物理化学家汉斯·爱德华·聚斯（英语：Hans Suess）（Hans Eduard Suess）
- 钠锂大隅石（Sugilite）：日本岩石学家杉健一（日语：杉健一）（Sugi Ken'ichi）
- 磷锶铝矾（Svanbergite）：瑞典化学家拉尔斯·弗雷德里克·斯万伯格（Lars Fredrik Svanberg）
- 锑钠铍矿（Swedenborgite）：埃马努埃尔·斯韦登堡（Emanuel Swedenborg）
- 四方羟锌石（Sweetite）：大英博物馆矿物部馆长杰西·斯威特（Jessie Sweet）
- 钾石盐（Sylvite）：荷兰化学家弗朗西斯库斯·西尔维于斯（Franciscus Sylvius）

## T
- 高根矿（Takanelite）：东北大学矿物学教授高根胜利（Takane Katsutoshi）
- 武田石（Takedaite）：东京大学矿物学学院教授武田弘（日语：武田弘）（Takeda Hiroshi）
- 竹内石（Takéuchiite）：东京大学教授竹内庆夫（日语：竹内慶夫）（Takeuchi Yoshio）
- 纤硅钡高铁石（Taramellite）：帕维亚大学地质学教授托尔夸托·塔拉梅利（Torquato Taramelli）
  - 钛纤硅钡铁石（Titantaramellite）
- 三斜磷锌矿（Tarbuttite）：布罗肯希尔勘探公司董事珀西·科文特里·塔尔布特（Percy Coventry Tarbutt）
- 水硫碳钙镁石（Tatarskite）：圣彼得堡国立大学矿物学教授维塔利·包里索维奇·塔塔尔斯基（Vitaly Borisovich Tatarsky）
- 铜锡铂矿（Tatyanaite）：俄罗斯矿物学家塔季扬娜·利沃夫娜·叶夫斯季格涅耶娃（Tatyana L'vovna Evstigneeva）
- 等轴锶钛石（Tausonite）：俄罗斯岩石学家列夫·弗拉基米罗维奇·陶松（俄语：Таусон, Лев Владимирович）（Lev Vladimirovich Tauson）
- 羟磷锂铁石（Tavorite）：巴西地质学家和矿物学家埃利夏里奥·塔沃拉·菲略（Elysiário Távora Filho）
- 特硫锡铅矿（Teallite）：英国地质学家杰思罗·蒂尔（Jethro Teall）
- 锑镁锰矿（Tegengrenite）：芬兰裔瑞典经济地质学家菲利克斯·泰根格伦（Felix Tegengren）
- 藤水碳钙钇石（Tengerite-(Y)）：瑞典化学家C·腾格尔（C. Tenger）
- 砷黝铜矿（Tennantite）：英国化学家史密森·特南特（Smithson Tennant）
  - 银砷黝铜矿（Argentotennantite-(Zn)）、Kenoargentotennantite-(Fe)
- 黑铜矿（Tenorite）：意大利植物学家米歇尔·泰诺雷（Michele Tenore）
- 硫硅钙石（Ternesite）：德国业余矿物学家贝恩德·特尔内斯（Bernd Ternes）
- 碳铵石（Teschemacherite）：英国化学家弗雷德里克·爱德华·特舍马赫（Frederick Edward Teschemacher）
- 磷镁钙石（Thadeuite）：里斯本大学高级技术学院（英语：Instituto Superior Técnico）地质学教授德西奥·塔德乌（Décio Thadeu）
- 西锑砷铜锌矿（Theisite）：美国地质学家尼古拉斯·詹姆斯·泰斯（Nicholas James Theis）
- 施羟镍矿（Theophrastite）：希腊哲学家和作家泰奥弗拉斯托斯（Theophrastus）
- 泰里斯马格南石（Thérèsemagnanite）：法国人玛丽-特雷斯·马尼安（Marie-Thérèse Magnan）
- 重碳钠钇石（Thomasclarkite-(Y)）：加拿大地质学家托马斯·亨利·克拉克（Thomas Henry Clark）
- 水砷铜铅石（Thometzekite）：楚姆佐尔矿场（Tsumcor Mine）采矿总监威廉·托迈采克（Wilhelm Thometzek）
- 汤霜晶石（Thomsenolite）：丹麦化学家尤利乌斯·汤姆森（Julius Thomsen）
- 杆沸石（Thomsonite）：格拉斯哥大学化学教授托马斯·汤姆森（英语：Thomas Thomson (chemist)）（Thomas Thomson）
  - 钙杆沸石（Thomsonite-Ca）、锶杆沸石（Thomsonite-Sr）
- 钽锡矿（Thoreaulite）：鲁汶天主教大学矿物学教授雅克·梭罗（Jacques Thoreau）
- 钪钇石（Thortveitite）：挪威工程师奥劳斯·托特维特（Olaus Thortveit）
- 板磷铝铀矿（Threadgoldite）：澳大利亚矿物学家伊恩·马尔科姆·特雷戈尔德（Ian Malcolm Threadgold）
- 硒汞矿（Tiemannite）：德国化学家费迪南德·蒂曼（Ferdinand Tiemann）
- 水氟铝锶石（Tikhonenkovite）：俄罗斯地质学家伊戈尔·彼得罗维奇·季洪年科夫（俄语：Тихоненков, Игорь Петрович）（Igor Petrovich Tikhonenkov）
- 氟砷钙镁石（Tilasite）：瑞典矿物学家丹尼尔·蒂拉斯（Daniel Tilas）
- 粒硅钙石（Tilleyite）：剑桥大学岩石学教授塞西尔·埃德加·蒂利（英语：Cecil Edgar Tilley）
- 硬磷钾铝石（Tinsleyite）：美国矿物收藏家弗兰克·C·廷斯利（Frank C. Tinsley）
- 硅砷锰石（Tiragalloite）：意大利业余矿物学家保罗·奥诺弗里奥·蒂拉加洛（Paolo Onofrio Tiragallo）
- 斜方硒汞钯矿（Tischendorfite）：德国地质学家格哈德·蒂申多夫（Gerhard Tischendorf）
- 羟镁硫铁矿（Tochilinite）：沃罗涅日国立大学矿物学教授米特罗凡·斯捷潘诺维奇·托奇林（Mitrofan Stepanovich Tochilin）
- 汤硅钇石（Tombarthite-(Y)）：奥斯陆大学地质学教授托马斯·弗雷德里克·韦比·巴特（Thomas Fredrik Weiby Barth）
- 砷钛钒石（Tomichite）：澳大利亚地质学家斯蒂芬·A·托米奇（Stephan A. Tomich）
- 铜铀云母（Torbernite）：瑞典化学家托尔贝恩·贝里曼（Torbern Bergman）
- 迪间蒙石（Tosudite）：东京大学矿物学教授须藤俊男（日语：須藤俊男）（Sudō Toshio）
- 硅钛铁钡石（Traskite）：加州第一位州地质学家约翰·博德曼·特拉斯克（John Boardman Trask）
- 三方硫砷银矿（Trechmannite）：英国水泥厂老板和业余晶体学家查尔斯·奥托·特里奇曼（Charles Otto Trechmann）
- 特朗巴斯石（Trembathite）：新不伦瑞克大学矿物学教授洛厄尔·T·特伦巴斯（Lowell T. Trembath）
- 镍磁铁矿（Trevorite）：南非地质学家都铎·格鲁菲德·特雷弗（Tudor Gruffydd Trevor）
- 软砷铜矿（Trippkeite）：布雷斯劳大学波兰石油学家保罗·特里普克（Paul Trippke）
- 水磷钙铀矿（Tristramite）：亚瑟王传说中的传奇人物特里斯坦（Tristram）
- 陨硫铁（Troilite）：意大利天文学家多梅尼科·特罗伊利（Domenico Troili）
- 羟磷铝石（Trolleite）：瑞典总检察长和化学家汉斯·加布里埃尔·特罗尔-瓦赫特迈斯特（Hans Gabriel Trolle-Wachtmeister）
- 特水硅钙石（Truscottite）：英国皇家矿业学院采矿学教授塞缪尔·约翰·特拉斯科特（Samuel John Truscott）
- 方硒镍矿（Trüstedtite）：芬兰奥托昆普矿床的发现者奥托·特吕斯特（Otto Trüstedt）
- 铝硅氮氨石（Tsaregorodtsevite）：俄罗斯矿物收藏家谢尔盖·瓦西里耶维奇·察列戈罗德采夫（Sergei Vasil'evich Tsaregorodtsev）
- 切尔尼希石（Tschernichite）：美国矿物学家鲁迪·W·切尔尼希（Rudy W. Tschernich）
- 镁钙闪石（Tschermakite）：奥地利矿物学家古斯塔夫·切尔马克·冯·塞塞涅格（Gustav Tschermak von Seysenegg）
  - 铁镁钙闪石（Ferro-tschermakite）
- 氧钼矿（Tugarinovite）：俄罗斯地球化学家阿列克谢·伊万诺维奇·图加里诺夫（俄语：Тугаринов, Алексей Иванович）（Aleksei Ivanovich Tugarinov）
- 涂氏磷钙石（Tuite）：中国矿床学及地球化学家涂光炽
- 图硼锶石（Tunellite）：加州大学地球化学教授乔治·杰拉德·图内尔（George Gerard Tunell）
- 氯砷钙石（Turneaureite）：美国地质学家弗雷德里克·斯图尔特·特诺尔（Frederick Stewart Turneaure）
- 硫砷锑汞矿（Tvalchrelidzeite）：格鲁吉亚地质学家亚历山大·安东诺维奇·特瓦尔奇列利泽（英语：Alexander Tvalchrelidze）（Alexander Antonovich Tvalchrelidze）
- 氟钇钙矿（Tveitite-(Y)）：泰勒马克郡Høydalen采石场老板约翰·P·特维特（John P. Tveit）
- 硒铜钴矿（Tyrrellite）：加拿大地质学家约瑟夫·蒂勒尔（Joseph Tyrrell）

## U
- 锆钙钛矿（Uhligite）：德国地质学家阿尔弗雷德·路易斯·约翰内斯·乌利希（Alfred Louis Johannes Uhlig）
- 羟钠镁矾（Uklonskovite）：俄罗斯矿物学家亚历山大·谢尔盖耶维奇·乌克隆斯基（俄语：Уклонский, Александр Сергеевич）（Alexandr Sergeyevich Uklonskii）
- 钠硼解石（Ulexite）：德国化学家乔治·路德维希·乌莱克斯（George Ludwig Ulex）
- 辉锑镍矿（Ullmannite）：德国化学家和矿物学家约翰·克里斯托夫·乌尔曼（Johann Christoph Ullmann）
- 水磷铜钙铀矿（Ulrichite）：新西兰矿物学家乔治·亨利·弗雷德里克·乌尔里希（George Henry Frederick Ulrich）
- 锰钠闪石（Ungarettiite）：意大利矿物学家卢西亚诺·温加雷蒂（Luciano Ungaretti），该矿物现已更名为Mangano-mangani-ungarettiite
- 碱铁矾（Ungemachite）：法国矿物学家亨利-莱昂·昂格马赫（荷兰语：Henri Ungemach）（Henri-Léon Ungemach）
- 乌鲁索夫石（Urusovite）：莫斯科国立大学晶体学与晶体化学系教授瓦季姆·谢尔盖耶维奇·乌鲁索夫（俄语：Урусов, Вадим Сергеевич）（Vadim Sergeyevich Urusov）
- 软铋铅钯矿（Urvantsevite）：苏联地理学家尼古拉·尼古拉耶维奇·乌尔万切夫（英语：Nikolay Urvantsev）（Nikolay Nikolaevich Urvantsev）
- 氟铝镁钡石（Usovite）：苏联地质学家米哈伊尔·安东诺维奇·乌索夫（英语：Mikhail Usov）（Mikhail Antonovich Usov）
- 紫脆石（Ussingite）：哥本哈根大学矿物学教授尼尔斯·维果·乌辛（Niels Viggo Ussing）
- 钙铬榴石（Uvarovite）：俄罗斯伯爵谢尔盖·谢苗诺维奇·乌瓦罗夫（Sergey Semyonovich Uvarov）
- 硫金银矿（Uytenbogaardtite）：荷兰矿物学家威廉·艾滕博哈德（Willem Uytenbogaardt）

## V
- 方硫镍矿（Vaesite）：比利时矿物学家约翰内斯·弗朗西斯库斯·维斯（英语：Johannes F. Vaes）（Johannes Franciscus Vaes）
- 锑华（Valentinite）：德国炼金术士巴西尔·瓦伦丁（英语：Basil Valentine）（Basilius Valentine）
- 墨铜矿（Valleriite）：瑞典化学家和矿物学家约翰·戈特沙尔克·瓦莱里乌斯（Johan Gottschalk Wallerius）
- 绿铀矿（Vandenbrandeite）：比利时地质学家皮埃尔·范登布兰德（Pierre Van den Brande）
- 橙黄铀矿（Vandendriesscheite）：根特大学地质学和矿物学教授阿德里安·范登德里斯切（Adrien Vandendriessche）
  - 变橙黄铀矿（Metavandendriesscheite）
- Vanmeersscheite（Vanmeersscheite）：鲁汶天主教大学晶体学教授莫里斯·查尔斯·弗洛里蒙·范梅尔斯舍（Maurice Charles Florimond Van Meerssche）
- 万水磷铝石（Vantasselite）：比利时矿物学家雷内·范塔塞尔（René Van Tassel）
- 无水钠镁矾（Vanthoffite）：化学教授雅各布斯·亨里克斯·范托夫（Jacobus Henricus van 't Hoff）
- 硫铜钯矿（Vasilite）：保加利亚地质学家瓦西尔·阿塔纳索夫（Vasil Atanasov）
- 球霰石（Vaterite）：德国矿物学家海因里希·法特（Heinrich Vater）
- 硫铊汞锑矿（Vaughanite）：曼彻斯特大学矿物学系主任大卫·约翰·沃恩（David John Vaughan）
- 磷铬铜铅矿（Vauquelinite）：	法国巴黎大学化学教授路易-尼古拉·沃克兰（Louis Nicolas Vauquelin）
- 瓦碲锑镍矿（Vavřínite）：捷克地质调查局分析化学家伊万·瓦夫日恩（Ivan Vavřín）
- 水硼锶石（Veatchite）：美国科学家约翰·艾伦·维奇（英语：John Veatch）（John Allen Veatch）
  - 副水硼锶石（Veatchite-1M）
- 维硫锑铅矿（Veenite）：荷兰地质学家鲁道夫·威廉·范德维恩（Rudolf Willem van der Veen）
- 硫铜锡汞矿（Velikite）：亚历山大·谢苗诺维奇·韦利基（俄语：Великий, Александр Семёнович）（Aleksandr Semyonovich Velikiy）
- 单斜硒钯矿（Verbeekite）：比利时矿物学家西奥多·维贝克（Theodore Verbeek）
- 钼氧铜矾石（Vergasovaite）：	俄罗斯科学院火山研究所成员利季娅·帕夫洛夫娜·维尔加索娃（俄语：Вергасова, Лидия Павловна）（Lidiya Pavlovna Vergasova）
- 水羟锰矿（Vernadite）：乌克兰科学院创始人弗拉基米尔·伊万诺维奇·维尔纳茨基（Vladimir Ivanovich Vernadskii）
- 水硅钡锰石（Verplanckite）：美国地质学家威廉·埃弗雷特·弗·普朗克（William Everett ver Planck）
- 钒钡铜矿（Vésigniéite）：法国矿物学会主席路易·保罗·路易·韦西涅（Louis Paul Louis Vésignié）
- 磷锌铜矿（Veszelyite）：匈牙利采矿工程师阿戈斯特·韦塞伊（Ágost Veszely）
- 氟盐（Villiaumite）：法国探险家马克西姆·维利奥姆（Maxime Villiaume）
- 水砷氢锰石（Villyaellenite）：瑞士动物学家维利·艾伦（Villy Aellen）
- 文砷钯矿（Vincentite）：达勒姆学院和牛津大学的矿物学家以及曼彻斯特大学的地质学系主任尤尔特·阿尔伯特·"大卫"·文森特（Ewart Albert "David" Vincent）
- 白钛硅钠石（Vinogradovite）：苏联地球化学家亚历山大·帕夫洛维奇·维诺格拉多夫（Alexander Pavlovich Vinogradov）
- 硅锂石（Virgilite）：得克萨斯大学奥斯汀分校矿物学教授维吉尔·埃弗雷特·巴恩斯（Virgil Everett Barnes）
- 维羟锡锌石（Vismirnovite）：俄罗斯地质学家弗拉基米尔·伊万诺维奇·斯米尔诺夫（俄语：Смирнов, Владимир Иванович (геолог)）（Vladimir Ivanovich Smirnov）
- 维斯台潘矿（Vistepite）：苏联矿物学家维克托·伊万诺维奇·斯捷潘诺夫（俄语：Степанов, Виктор Иванович (минералог)）（Viktor Ivanovich Stepanov）
- 磷铈钠石（Vitusite-(Ce)）：丹麦探险家维图斯·白令（Vitus Bering）
- 蓝铁矿（Vivianite）：英国矿物学家约翰·亨利·维维安（John Henry Vivian）
  - 三斜蓝铁矿（Metavivianite）
- 硅锆钠石（Vlasovite）：俄罗斯地质学家库兹马·阿列克谢耶维奇·弗拉索夫（俄语：Власов, Кузьма Алексеевич）（Kuzma Alekseevich Vlasov）
- 氯硫铝钙石（Vlodavetsite）：俄罗斯火山学家弗拉基米尔·伊万诺维奇·弗洛达维茨（俄语：Влодавец, Владимир Иванович）（Vladimir Ivanovich Vlodavets）
- 磷铁铀矿（Vochtenite）：安特卫普大学矿物学教授雷诺·F·C·沃赫滕（Renaud F. C. Vochten）
- 羟碳磷锆钠石（Voggite）：加拿大业余矿物学家阿道夫·沃格（Adolf Vogg）
- 碳铜钙铀矿（Voglite）：捷克地质学家约瑟夫·弗洛里安·沃格尔（Josef Florian Vogl）
- 水钒铜矿（Volborthite）：俄罗斯古生物学家亚历山大·费奥多罗维奇·沃尔博尔特（英语：Alexander von Volborth）（Alexander Fedorovich Volborth）
- 铬绿脱石（Volkonskoite）：俄罗斯帝国军事指挥官彼得·米哈伊洛维奇·沃尔孔斯基（Pyotr Mikhailovich Volkonsky）
- 沃硼钙石（Volkovskite）：俄罗斯岩石学家A·I·沃尔科夫斯卡亚（A. I. Volkovskaya）
- 绿钾铁矾（Voltaite）：意大利物理学家、化学家、电力先驱亚历山德罗·伏特（Alessandro Volta）
  - 铵镁铁矾（Ammoniomagnesiovoltaite）
- 冯贝辛石（Vonbezingite）：奥地利裔南非医生和矿物收藏家卡尔-路德维希·冯·贝辛（Karl-Ludwig von Bezing）
- 硼铁矿（Vonsenite）：美国业余矿物学家马格努斯·冯森（Magnus Vonsen）
- 羟硅铝钙石（Vuagnatite）：法国矿物学家马克·伯纳德·瓦尼亚特（Marc Bernard Vuagnat）
- 沃钒锰矿（Vuorelainenite）：芬兰勘探地质学家于尔约·武奥雷莱嫩（Yrjö Vuorelainen）
- 水羟磷铀矿（Vyacheslavite）：俄罗斯矿物学家维亚切斯拉夫·加夫里洛维奇·梅尔科夫（俄语：Мелков, Вячеслав Гаврилович）（Vyacheslav Gavrilovich Melkov）
- 维亚尔索夫石（Vyalsovite）：俄罗斯矿物学家列昂尼德·尼古拉耶维奇·维亚尔索夫（Leonid Nikolaevich Vyalsov）
- 硫钯矿（Vysotskite）：苏联地质学家尼古拉·康斯坦丁诺维奇·维索茨基（俄语：Высоцкий, Николай Константинович）（Nikolay Konstantinovich Vysotskiy）

## W
- 和田石（Wadalite）：日本地质调查综合中心（英语：Geological Survey of Japan）首任局长和田维四郎（日语：和田維四郎）（Wada Tsunashiro）
- 硅锆钙钾石（Wadeite）：澳大利亚是由地质学家阿瑟·韦德（Arthur Wade）
- 瓦兹利石（Wadsleyite）：澳大利亚固态化学家和晶体学家大卫·阿瑟·瓦兹利（David Arthur Wadsley）
- 氟磷镁石（Wagnerite）：采矿管理员弗朗茨·迈克尔·冯·瓦格纳（Franz Michael von Wagner）
  - 单斜羟磷镁石（Hydroxylwagnerite）
- 锑雌黄（Wakabayashilite）：日本矿物学家若林弥一郎（Wakabayashi Yaichiro）
- 瓦伦特石（Walentaite）：斯图加特大学矿物学教授库尔特·瓦伦塔（Kurt Walenta）
- 铁碲矿（Walfordite）：LAC矿业有限公司副总裁兼首席地质师菲利普·沃尔福德（Phillip Walford）
- 镁针钠钙石（Walkerite）：多伦多大学矿物学和岩石学教授托马斯·伦纳德·沃克（Thomas Leonard Walker）
- 瓦硅钙钡石（Walstromite）：美国地质学家和矿物收藏家罗伯特·E·沃尔斯特罗姆（Robert E. Walstrom）
- 沃尔希尔石（Walthierite）：美国地质学家托马斯·纳什·沃尔希尔（Thomas Nash Walthier）
- 王氏铁钛矿（Wangdaodeite）：广州地球化学研究所流星学与宇宙化学系研究员王道德
- 水磷铝钠石（Wardite）：美国博物学家亨利·奥古斯塔斯·沃德（Henry Augustus Ward）
  - 水氟磷铝钠石（Fluorowardite）
- 瓦钙镁硼石（Wardsmithite）：美国地质学家沃德·克伦威尔·史密斯（Ward Cromwell Smith）
- 瓦水砷锌石（Warikahnite）：德国矿物收藏家沃尔特·理查德·卡恩（Walter Richard Kahn）
- 渡边石（Watanabeite）：日本地球科学家渡边武男（日语：渡辺武男）（Watanabe Takeo）
- 瓦特羟磷锰石（Waterhouseite）：英国博物学家弗雷德里克·乔治·沃特豪斯（Frederick George Waterhouse）
- 硒铜铋铅矿（Watkinsonite）：卡尔顿大学地质学教授大卫·休·沃特金森（David Hugh Watkinson）
- 铬汞石（Wattersite）：美国矿物收藏家卢·沃特斯（Lu Watters）
- 灰芒硝（Wattevilleite）：奥斯卡-阿梅代·德瓦特维尔·迪格拉布男爵（Oscar-Amédée de Watteville du Grabe）
- 银星石（Wavellite）：英国博物学家威廉·韦维尔（William Wavell）
- 氟铝镁钠石（Weberite）：丹麦商人西奥博尔德·韦伯（Theobald Weber）
- 多硅钾铀矿（Weeksite）：美国地质调查局成员爱丽丝·玛丽·维克斯（Alice Mary Weeks）
- 碳氢钠石（Wegscheiderite）：奥地利化学家鲁道夫·韦格沙伊德（Rudolf Wegscheider）
- 三斜砷钙石（Weilite）：斯特拉斯堡大学矿物学教授雷内·韦尔（René Weil）
- 维硫锑铊矿（Weissbergite）：新西兰地质学家拜伦·G·韦斯伯格（Byron G. Weissberg）
- 黑碲铜矿（Weissite）：好望角矿场的所有者路易斯·韦斯（Louis Weiss）
- 硅钨锰矿（Welinite）：瑞典矿物学家埃里克·韦林（Eric Welin）
- 水碳锆锶石（Weloganite）：加拿大地质学家威廉·埃德蒙德·洛根（William Edmond Logan）
- 锑钙镁非石（Welshite）：富兰克林矿物博物馆（英语：Franklin Mineral Museum）馆长威尔弗雷德·莱因哈特·威尔士（Wilfred Reinhardt Welsh）
- 水砷镁钙石（Wendwilsonite）：《矿物学记录》的编辑和出版人温德尔·E·威尔逊（Wendell E. Wilson）
- 钡钙霞石（Wenkite）：巴塞尔大学岩石学教授爱德华·温克（Eduard Wenk）
- 沃丁石（Werdingite）：波鸿鲁尔大学矿物学教授金特·沃丁（Günter Werding）
- Wernerite（钠柱石-钙柱石系列的中间成员）：德国地质学家亚伯拉罕·戈特洛布·维尔纳（Abraham Gottlob Werner）
- 氯碳铜铅矾（Wherryite）：美国矿物学家埃德加·西奥多·惠里（英语：Edgar T. Wherry）（Edgar Theodore Wherry）
- 水草酸钙石（Whewellite）：英国矿物学家威廉·惠威尔（William Whewell）
- 磷铝镁锰石系列（Whiteite）：《矿物学记录》的编辑和出版人小约翰·桑普森·怀特（John Sampson White, Jr.）
  - 磷铝镁锰钙石（Whiteite-(CaMnMg)）、磷铝镁铁钙石（Whiteite-(CaFeMg)）、磷铝镁铁锰石（Whiteite-(MnFeMg)）、Whiteite-(MnMnMg)、Whiteite-(CaMnMn)、Whiteite-(CaMgMg)、Whiteite-(MnMnMn)、Whiteite-(CaMnFe)
- 白磷钙矿（Whitlockite）：美国矿物学家赫伯特·珀西·惠特洛克（Herbert Percy Whitlock）
- 褐磷铁矿（Whitmoreite）：矿物收藏家和巴勒莫伟晶岩地区（Palermo pegmatite localities）的所有者罗伯特·惠特莫尔（Robert Whitmore）
- 羟锡锰石（Wickmanite）：瑞典矿物学家弗兰斯·埃里克·威克曼（Frans Erik Wickman）
  - 四方羟锡锰石（Tetrawickmanite）
- 碳铅铀矿（Widenmannite）：德国矿物学家约翰·弗里德里希·威廉·维登曼（Johann Friedrich Wilhelm Widenmann）
- 韦硼镁石（Wightmanite）：加州河滨水泥公司（Riverside Cement Company）勘探和采矿总监兰德尔·H·怀特曼（Randall H. Wightman）
- 水氟铝镁矾（Wilcoxite）：新墨西哥州威尔科克斯矿区的发现者威廉·威尔考克斯（William Wilcox）
- 羟砷锌铁石（Wilhelmkleinite）：纳米比亚奥塔维矿业和铁路公司经理威廉·克莱因（Wilhelm Klein）
- 水磷铁钙锰石（Wilhelmvierlingite）：哈根多夫矿物的长期收藏家威廉·维尔林（Wilhelm Vierling）
- 氧硅磷灰石（Wilkeite）：美国矿物经销商和收藏家罗伯特·马克斯·威尔克（Robert Max Wilke）
- 威尔克斯石（Wilkinsonite）：约翰·弗雷德里克·乔治·威尔金森（John Frederick George Wilkinson）
- 斜硒镍矿（Wilkmanite）：芬兰地质学家沃诺德·瑞登·威尔克曼（Wanold Wrydon Wilkman）
- 硅锌矿（Willemite）：荷兰国王威廉一世（William I of the Netherlands）
- 镍滑石（Willemseite）：比勒陀利亚大学地质学教授约翰内斯·威廉斯（Johannes Willemse）
- 板沸石（Willhendersonite）：美国化学家和矿物收藏家威廉·A·亨德森（William A. Henderson）
- 蓝透闪石（Winchite）：英国分析化学家和矿物学家霍华德·詹姆斯·温奇（Howard James Winch）
  - 铁蓝透闪石（Ferro-winchite）
- 钛碲矿（Winstanleyite）：美国业余矿物学家贝蒂·乔·温斯坦利·威廉姆斯（Betty Jo Winstanley Williams）
- 羟硼锰石（Wiserite）：瑞士矿物化学家大卫·弗里德里希·维泽（David Friedrich Wiser）
- 毒重石（Witherite）：英国医生和博物学家威廉·威灵（William Withering）
- 威硒硫铋铅矿（Wittite）：瑞典采矿工程师T·维特（T. Witt）
- 羟磷铁石（Wolfeite）：波士顿大学地质学教授卡莱布·罗·沃尔夫（Caleb Wroe Wolfe）
- 硅灰石（Wollastonite）：英国化学家和矿物学家威廉·海德·沃拉斯顿（William Hyde Wollaston）
- 翁钠金云母（Wonesite）：弗吉尼亚理工学院暨州立大学地质学教授大卫·R·沃恩斯（David R. Wones）
- 磷钙铝矾（Woodhouseite）：美国矿物学家查尔斯·道格拉斯·伍德豪斯（Charles Douglas Woodhouse）
- 纤锌锰矿（Woodruffite）：矿物收藏家塞缪尔·伍德拉夫（Samuel Woodruff）
- 水铜铝矾（Woodwardite）：英国博物学家塞缪尔·皮克沃斯·伍德沃德（Samuel Pickworth Woodward）
  - 多水水铜铝矾（Hydrowoodwardite）、水锌铝矾（Zincowoodwardite）
- 水磷钙钠铜石（Wooldridgeite）：英国业余矿物学家詹姆斯·伍德里奇（James Wooldridge）
- 磷锰钠钙石（Wopmayite）：加拿大王牌飞行员威尔弗里德·里德·"沃普"·梅（英语：Wop May）（Wilfrid Reid "Wop" May）
- 斜蓝铜矾（Wroewolfeite）：波士顿大学地质学教授卡莱布·罗·沃尔夫（Caleb Wroe Wolfe）
- 钼铅矿（Wulfenite）：奥地利矿物学家弗朗茨·克萨韦尔·冯·武尔芬（Franz Xaver von Wulfen）
- Wulffite：俄罗斯晶体学家格奥尔基·维克托罗维奇·武尔夫（英语：Georg Wulff）（Georgiy Viktorovich Vulf）
- 方铁矿（Wüstite）：德国冶金学家弗里茨·维斯特（Fritz Wüst）
- 黑碳钙铀矿（Wyartite）：巴黎大学矿物学家让·怀亚特（Jean Wyart）
- 磷铝铁锰钠石（Wyllieite）：芝加哥大学和加州理工学院地质学教授彼得·约翰·威利（Peter John Wyllie）
  - 磷铝铁钠石（Ferrowyllieite）

## X
- 谢氏超晶石（Xieite）：中国矿物学家谢先德

## Y
- 陨钠镁大隅石（Yagiite）：日本矿物学家八木健三（日语：八木健三）（Yagi Kenzō）
- 雅洪托夫石（Yakhontovite）：莉娅·康斯坦丁诺夫娜·雅洪托娃（俄语：Яхонтова, Лия Константиновна）（Liya Konstantinovna Yakhontova）
- 杨和雄石（英语：Yangite）：亚利桑那大学地球科学系矿物学研究员杨和雄
- 杨主明云母（Yangzhumingite）：中国科学院地质与地球物理研究所矿物学家、晶体学家杨主明
- 硅锑锌锰矿（Yeatmanite）：美国采矿工程师波普·叶特曼（Pope Yeatman）
- 氯铅铬矿（Yedlinite）：美国矿物收藏家利奥·尼尔·耶德林（Leo Neal Yedlin）
- Yegorovite：俄罗斯晶体化学家尤里·克拉夫季耶维奇·叶戈罗夫-季斯缅科（Yuriy Klavdievich Yegorov-Tismenko）
- 紫硅镁铝石（Yoderite）：美国岩石学家哈腾·约德（Hatten Yoder）
- 锰坡缕石（Yofortierite）：加拿大地质学家伊夫·奥斯卡·福蒂埃（英语：Yves Fortier (geologist)）（Yves Oscar Fortier）
- 硅钛锰钡石（Yoshimuraite）：日本地球科学家吉村丰文（日语：吉村豊文）（Yoshimura Toyofumi）
- 吉冈石（Yoshiokaite）：日本矿物学家吉冈隆（Yoshioka Takashi）
- 袁复礼石（Yuanfuliite）：中国地质学家袁复礼
- 尤什金矿（Yushkinite）：俄罗斯矿物学家尼古拉·帕夫洛维奇·尤什金（俄语：Юшкин, Николай Павлович）（Nikolay Pavlovich Yushkin）
- 意水羟砷铜石（Yvonite）：日内瓦大学晶体学教授克劳斯·伊冯（Klaus Yvon）

## Z
- 羟碳铝锌石（Zaccagnaite）：意大利地质学家多梅尼科·扎卡尼亚（Domenico Zaccagna）
- 水羟铝矾（Zaherite）：孟加拉地质学家穆罕穆德·阿卜杜兹·扎赫尔（英语：M. A. Zaher）（Muhammad Abduz Zaher）
- 氟钠钙铈石（Zajacite-(Ce)）：探险家伊霍尔·斯蒂芬·扎雅克（Ihor Stephan Zajac），该矿物现已更名为Gagarinite-(Ce)
- 扎哈罗夫石（Zakharovite）：莫斯科地质勘探研究所所长叶夫根尼·叶夫根尼耶维奇·扎哈罗夫（俄语：Захаров, Евгений Евгеньевич）（Evgeny Evgenievich Zakharov）
- 水磷铍镁石（Zanazziite）：意大利教授皮尔·弗朗切斯科·扎纳齐（Pier Francesco Zanazzi）
- 水磷铝铜石（Zapatalite）：墨西哥革命者埃米利亚诺·萨帕塔（Emiliano Zapata）
- 翠镍矿（Zaratite）：西班牙外交官和剧作家安东尼奥·吉尔和萨拉特（Antonio Gil y Zárate）
- 氟氧铋矿（Zavaritskite）：苏联地质学家亚历山大·尼古拉耶维奇·扎瓦里茨基（俄语：Заварицкий, Александр Николаевич）（Aleksandr Nikolaevich Zavaritskii）
- 水氯砷钠铅铜石（Zdeněkite）：1996-1998年国际矿物学协会副主席兹德涅克·约翰（Zdenĕk Johan）
- 硅锆钠锂石（Zektzerite）：美国数学家和矿物收藏家杰克·泽克泽（Jack Zektzer）
- 碳钙铀矿（Zellerite）：美国矿物学家霍华德·戴维斯·泽勒（Howard Davis Zeller）
  - 变碳钙铀矿（Metazellerite）
- 水碲锌矿（Zemannite）：奥地利矿物学家约瑟夫·策曼（Josef Zemann）
- 铅铁锰矿（Zenzénite）：瑞典国家自然历史博物馆馆长尼尔斯·森森（Nils Zenzén）
- 铜砷铀云母（Zeunerite）：德国物理学家和工程师古斯塔夫·措伊纳（Gustav Zeuner）
  - 变铜砷铀云母（Metazeunerite）
- 张衡矿（Zhanghengite）：中国古代天文学家张衡
- 张氏磷镁石（Zhanghuifenite）：广州地球化学研究所研究员张惠芬
- 张培善石（Zhangpeishanite）：中国地质矿床学家张培善
- 草酸铝钠石（Zhemchuzhnikovite）：尤里·阿波罗诺维奇·热姆丘日尼科夫（英语：Yuri Zhemchuzhnikov）（Yuri Apollonovich Zhemchuzhnikov）
- 氧钒铜矿（Ziesite）：美国地质学家伊曼纽尔·乔治·齐斯（Emanuel George Zies）
- 水磷镁锆石（Zigrasite）：美国矿物收藏家詹姆斯·齐格拉斯（James Zigras）
- 辉锑铅矿（Zinkenite）：德国矿物学家约翰·路德维希·卡尔·钦肯（Johann Ludwig Carl Zincken）
- 水铀矾（Zippeite）：奥地利矿物学家弗朗茨·萨维尔·齐普（Franz Xaver Zippe）
  - 水钴铀矾（Cobaltzippeite）、水镁铀矾（Magnesiozippeite）、水钠铀矾（Natrozippeite）、水镍铀矾（Nickelzippeite）、水锌铀矾（Zinczippeite）
- 钛锆钍矿（Zirkelite）：德国地质学家费迪南德·齐克尔（Ferdinand Zirkel）
- 水磷锰钙石（Zodacite）：《岩石与矿物》期刊创办人彼得·佐达克（Peter Zodac）
- 黝帘石（Zoisite）：克拉尼斯卡科学家西格蒙德·佐伊斯（Sigmund Zois）
  - 斜黝帘石（Clinozoisite）
- 硫银锑铅矿（Zoubekite）：捷克地质学家弗拉迪米尔·佐贝克（Vladimír Zoubek）
- 菱硅钾铁石（Zussmanite）：英国地质学家杰克·祖斯曼（Jack Zussman）
- 等轴铅钯矿（Zvyagintsevite）：俄罗斯地球化学家奥列斯特·叶夫根尼耶维奇·兹维亚金采夫（俄语：Звягинцев, Орест Евгеньевич）（Orest Evgenevich Zvyagintsev）
- 水硫砷铁石（Zykaite）：杰克地球化学家瓦茨拉夫·齐卡（Václav Zýka）